# Lista över ledamöter av Kungliga Vetenskapsakademien
Lista över ledamöter av Kungliga Vetenskapsakademien, sorterad efter år för inval samt ledamotsnummer. Namn och ledamotsnummer för utländska ledamöter anges i kursiv stil eftersom dessa utgör en separat kategori med en annan, parallell nummerserie. Korresponderande ledamöter anges i kursiv stil med K framför numret. Hedersledamöter har inget ledamotsnummer. Ledamotskapet av Kungliga Vetenskapsakademien betecknas med förkortningen LVA.
Det totala antalet ledamöter invalda från 1739 till årsskiftet 2010/2011 är cirka 2873 stycken, varav cirka 1617 invalda som svenska (resp. norska under unionstiden), cirka 1230 som utländska ledamöter, 23 stycken som korresponderande ledamöter åren 1815–1817, och cirka 15 som hedersledamöter. De svenska hedersledamöterna var prinsar av svenska kungahuset och har betecknats "förste ledamot" (1810–1844), "förste hedersledamot" (1846–1904) respektive "svensk hedersledamot" (från 1905). Antalet invalda är inte exakt lika med ledamotsnumret för den sist invalda, då dels korrigeringar av ledamotsnummer har skett där "halvnummer" införts i listan, och dels då vissa ledamöter har fått ett nytt nummer när de flyttats mellan kategorierna svensk och utländsk ledamot.

## 1700-talet

### 1739
Akademiens grundare
Ledamotsnumren 1–5 lottades ut bland de fem grundare som deltog i första sammanträdet, och den icke närvarande grundaren fick ledamotsnummer 6.
- 1. Jonas Alströmer
- 2. Anders Johan von Höpken
- 3. Sten Carl Bielke
- 4. Carl von Linné
- 5. Mårten Triewald
- 6. Carl Wilhelm Cederhielm

Övriga
Ledamotsnumret för invalda ledamöter utdelades inledningsvis, under perioden 1739–1744, efter den ordning ledamöterna introducerades snarare än efter ordning för själva invalet. I några fall har ledamöterna ej introducerats samma år som de valdes in.
- 7. Nils Reuterholm
- 8. Carl Johan Cronstedt
- 9. Augustin Ehrensvärd
- 10. Anders Johan Nordenskiöld (Nordenberg)
- 11. Christopher Polhem
- 12. Anders Celsius
- 13. Daniel Tilas
- 14. Olof Sandberg
- 15. Evald Ribe
- 16. Johan Julius Salberg
- 17. Jacob Faggot
- 18. Lorentz Kristoffer Stobée
- 19. Gilbert Sheldon
- 20. Lars Roberg
- 21. Samuel Klingenstierna
- 22. Carl Fredric Nordenskiöld (Nordenberg)
- 23. Elias Pilgren
- 24. Nils Johan Brelin
- 25. Olof Celsius d.ä.
- 26. Nils Wallerius
- 27. Johan Moræus
- 28. Pehr Elvius
- 29. Georg Brandt
- 30. Gabriel Polhem
- 31. Anders Rosensten
- 32. Hans Teurloen
- 33. Thomas Plomgren
- 34. Jonas Meldercreutz
- 35. Nils Rosén von Rosenstein
- 36. Mårten Strömer
- 37. Anders von Drake
- 38. Charles De Geer

### 1740–1749
1740
- 39. Bernhard Cederholm
- 40. Claes Grill
- 41. Johan Helmich Roman
- 42. Lars Benzelstierna
- 43. Olof Ahllöf
- 44. Erik von Stockenström
- 45. Daniel Tiselius
- 46. Olof Malmer (Malmerfelt)
- 47. Claës Stromberg, utesluten 1748
- 48. Carl Cronstedt
- 49. Nils Palmstierna
- 50. Salomon von Otter
- 51. Johan Browallius
- 52. Gerhard Meijer
- 53. Johan Adelheim (Borgström), utesluten 1748
- 54. Samuel von Triewald
- 55. Erik Benzelius den yngre
- 56. Theodor Ankarcrona
- 57. Claes Ekeblad den yngre
- 58. Ulric Rudenschöld
- 59. Zacharias Westbeck

1741
- 60. Emanuel Swedenborg
- 61. Carl Magnus Wasenberg
- 62. Gustaf Fredrich Leyonancker
- 63. Hindric Jacob Wrede
- 64. Carl Gustaf Tessin
- 65. Nils Hasselbom, utesluten 1748
- 66. Anton von Swab

1742
- 67. Göran Wallerius
- 68. Daniel Ekström
- 69. Pehr Adlerheim
- 70. Eric Sahlander
- 71. Olof von Dalin
- 72. Detlof Heijke (Heijkenskjöld)
- 73. Abraham Bäck
- 74. Alexander Funck
- 75. Herman Diedrich Spöring

1743
- 76. Eric Wrangel
- 77. Johan Gideon Lagerberg
- 78. Nils Psilanderhielm

1744
- 79. Carl Hårleman
- 80. Carl Fredrik Mennander
- 81. Samuel Schultze

1745
Från detta år tilldelades ledamotsnumren i huvudsak efter datum för inval. Även utländska ledamöter började väljas in detta år, men började införas i medlemsmatrikeln först 1747.
- 82. Olof Petrus Hjorter
- 83. Johan Hesselius
- 84. Johan Clason
- 85. Johan Carl Hedlinger, från 1752 utländsk ledamot nr 2½
- 86. Carl Fredrik Ribe
- 87. Fredric Palmqvist
- 88. Carl Leijel
- 89. Pehr Kalm
- 90. Claes Eliander
- 91. Georg Fredrik von Walden, uteslöts 1748, återupptogs 1749
- 92. Zacharias Johan Strandberg
- 95 (sic!). Anders Anton von Stiernman

1746
- 93. Carl Gustaf Löwenhielm
- 94. Carl Ehrenpreus
- 95. se år 1745
- 96. Johan Leche
- 97. Tomas Blixenstierna
- 98. Axel Löwen
- 99. Olof af Acrel
- 100. Johan Henrik Ferber, utesluten 1752
- 101. Edvard Carleson
- 102. Henric Benzelius
- 103. Olof Celsius
- 104. Harald Urlander
- 105. Anders Berch

1747
Från detta år finns även utländska ledamöter i medlemsmatrikeln.
- 106. Gabriel Lauræus
- 107. Henric Kalmeter
- 108. Henric Theophil Scheffer
- 109. Sven Ljungqvist (Ljungenstjerna)
- 110. Mattias Alexander von Ungern-Sternberg
- 111. Lars Laurel
- 1. Frederik Raben
- 2. Albrecht von Haller
- 3. Petrus van Musschenbroek
- 4. Jacques Pérard
- 5. Johann Albrecht Gesner
- 6. Hans Carl Kirchbach
- 7. Peter Collinson

Vissa av de inledningsvis invalda utländska tycks inte ha underrättats om sitt inval, eller aldrig ha bekräftat ledamotskapet, och har därför aldrig tilldelats ledamotsnummer eller tagits upp i senare matriklar. Detta gäller följande personer invalda 3 maj 1747:
- Pierre de Maupertuis
- Alexis Claude Clairault
- Pierre Charles Lemonnier
- Niccolò De Martino
- Eustachio Zanotti
- James Bradley
- Martin Folkes
- John Clayton
- Colin Maclaurin, var vid invalet avliden sedan nästan ett år

1748
- 112. Carl Fredrik Piper (f. 1700)
- 113. Magnus Lagerström
- 114. Nils Gissler
- 115. Gustaf Bonde
- 116. Eva Ekeblad, akademiens första kvinnliga ledamot, räknades från 1751 ej till de ordinarie ledamöterna
- 117. Pehr Wilhelm Wargentin
- 8. Marquis de Sagramozo
- 9. René Antoine Ferchault de Réaumur
- 10. Karl Friedrich Hundertmark
- 11. François Boissier de Sauvages de Lacroix

1749
- 118. Herman Schützercrantz
- 119. Pehr Högström
- 120. Jacob Henrik Mörk
- 121. Carl Reinhold Berch
- 12. Joseph Nicolas Delisle
- 13. Bernard de Jussieu
- 14. Johann Georg Gmelin
- 15. Guillaume-François Rouelle
- 16. Prudent Hévin

### 1750–1759
1750
- 122. Johan Gottschalk Wallerius
- 123. Leonard von Klinckowström
- 124. Hans Henric von Liewen
- 125. Anders Hellant
- 17. Germain Pichault de La Martinière  fr:Germain Pichault de La Martinière
- 18. Justus Gottfried Gunz

1751
- 126. Johan Gabriel von Seth
- 127. Jacob Gadolin
- 128. Fredrik Hasselquist
- 19. Gerard van Swieten
- 20. Antonio de Ulloa
- 21. Abraham Gotthelf Kästner
- 21½. Jacob Eggers (von Eggers), avsågs från början bli svensk ledamot så snart tillfälle gavs, från 14 mars 1752 överflyttad som svensk ledamot nummer 129

1752
- 129. se år 1751
- 130. Henning Adolph Gyllenborg
- 131. Johan Brauner
- 132. Eberhard Rosenblad
- 133. Samuel Duræus
- 2½. se år 1745
- 22. Andreas Meyer

1753
- 134. Samuel Sohlberg, utesluten 1783
- 135. Pehr Lehnberg
- 136. Nils Schenmark
- 137. Carl Fredric Scheffer
- 138. Anders Swab
- 139. Axel Fredrik Cronstedt
- 140. Sven Rinman
- 23. Georg Matthias Bose  de:Georg Matthias Bose
- 24. Jacob Langebek
- 25. Charles Bonnet

1754
- 141. Carl Albrecht Rosenadler
- 142. Carl Knutberg
- 143. Carl Fredrik Adelcrantz
- 25½. Jacques Barbeu du Bourg
- 26. John Ellicott
- 27. Plumard de Dangeul
- 28. Sauveur-François Morand  fr:Sauveur-François Morand
- 29. Nicolas Louis de Lacaille

1755
- 144. Erik Gustaf Lidbeck
- 145. Carl Carleson
- 146. Johan Fredrik Kryger
- 147. Johan Henric Burmester
- 30. Johann Nathanael Lieberkühn
- 31. Jakob Sigismund Waitz von Eschen
- 32. Jean François Clément Morand
- 33. Casten Rönnow, från 1767 överflyttad som svensk ledamot nummer 147½.
- 33a. Leonhard Euler
- 33b. George Parker, 2nd Earl of Macclesfield  en:George Parker, 2nd Earl of Macclesfield

1756
- 148. Bengt Ferner (Ferrner)
- 149. Pehr Zetzell
- 150. Thomas Cunninghame
- 151. Tiburtz Tiburtius
- 152. Carl Lehnberg
- 153. John Jennings
- 34. Louis de Jaucourt  en:Louis de Jaucourt

1757
- 154. Johan Gustaf Wahlbom
- 155. Edvard Fredrik Runeberg
- 35. Vitaliano Donati  en:Vitaliano Donati
- 36. Johann Georg Roederer  en:Johann Georg Roederer

1758
- 156. Peter Jonas Bergius
- 157. Pehr Osbeck
- 37. Thomas Simpson
- 38. James Short
- 39. Antoine Deparcieux
- 40. Christian Hee
- 41. Élie Bertrand  fr:Élie Bertrand
- 42. Rudolph Augustin Vogel

1759
- 158. Efraim Otto Runeberg
- 159. Fredrik Mallet
- 160. Daniel af Thunberg
- 161. Roland Martin
- 162. Pehr Adrian Gadd
- 163. Johan Carl Wilcke
- 43. Jean-Étienne Guettard
- 44. Jacques Daviel
- 45. Pierre-Isaac Poissonnier

### 1760–1769
1760
- 164. Samuel Troilius
- 165. David Schulz von Schulzenheim
- 166. Ture Gabriel Bielke
- 46. Friedrich Charles de Baer

1761
- 167. Karl Gustaf Ekeberg
- 47. Michail Lomonosov
- 48. Gerhard Friedrich Müller
- 49. Franz Ulrich Theodosius Aepinus  en:Franz Aepinus

1762
- 50. Marco Carburi

1764
- 168. Torbern Bergman
- 169. Carl Alexander Clerck
- 51. Antoine Petit  fr:Antoine Petit

1765
- 170. Daniel Melanderhjelm (Melander)
- 171. Johan Haartman
- 52. Matthew Maty
- 53. Joseph Jérôme Lefrançois de Lalande

1766
- 172. Alexander Michael von Strussenfelt
- 173. Bengt Bergius
- 54. Jean-Joseph Expilly  fr:Jean-Joseph Expilly
- 55. Johan Ernst Gunnerus
- 56. Paolo Frisi
- 57. William Chambers

1767
- 147½, se år 1755
- 174. Anders Schönberg d.y.
- 175. Fredric Henric af Chapman
- 176. Michael Grubb (af Grubbens), utesluten 1783
- 177. Anders Planman
- 58. Henri-Louis Duhamel du Monceau
- 59. Giacomo Ventura
- 60. August Ludwig von Schlözer

1768
- 178. Johan Liljencrantz
- 179. Clas Alströmer
- 180. Gustaf Fredrik Hjortberg
- 181. Jean Georg Lillienberg
- 61. Eduard Sandifort
- 62. Pierre Hubert L'Archevêque (Larchevesque)
- 63. Johann Jacob Reinhard
- 64. Johan Anders Murray
- 65. Nicolaus Christian Friis
- 66. Johann Gottlieb Gleditsch, egentligen invald 1747/1749 men bortglömd i förteckningen till 1768
- 67. Pierre-Joseph Macquer  en:Pierre Macquer

1769
- 182. Carl Rudenschöld
- 183. Bengt Qvist
- 184. Sten Rabbe (af Rabbe)
- 185. Nils Marelius
- 186. Nils Lindblom
- 68. Jean-Jacques d'Ortous de Mairan  en:Jean-Jacques d'Ortous de Mairan
- 69. Charles Messier
- 70. John Bartram
- 71. Lambert Heinrich Röhl
- 72. Otto Friedrich Müller
- 73. Eric Laxman
- 74. Zacharias Vogel
- 75. Louis Alexandre de La Rochefoucauld d'Enville  fr:Louis Alexandre de La Rochefoucauld d'Enville

### 1770–1779
1770
- 187. Anders af Botin
- 188. Samuel Sandel (Sandels)
- 189. Gustaf von Engeström

1771
- 190. Lars Montin
- 191. Samuel Gustaf Hermelin
- 192. Eric Geisler
- 193. Eric Prosperin
- 76. Alexander Bernhard Kölpin
- 77. Maximilian Hell
- 78. Antoine Grimoald Monnet
- 79. Johann Albrecht Euler  de:Johann Albrecht Euler, en:Johann Euler
- 80. Ignaz von Born

1772
- 194. Axel Magnus von Arbin
- 81. Munibe de Peña Florida
- 82. Domenico Michelessi
- 83. Georg Alexander Heinrich Herman von Callenberg
- 102. Jean-Rodolphe Perronet, glömdes inledningsvis bort att tilldela honom ett ledamotsnummer, vilket han fick först 1776

1773
- 195. Sven Bunge
- 196. Jonas Hollsten
- 197. Pehr Wäsström
- 198. Jean Abraham Grill
- 199. Nils Dalberg
- 200. Gustaf Adolph Leyonmarck
- 201. Nicolaus Sahlgren
- 84. Anders Johan Lexell
- 85. Joseph Banks
- 86. Daniel Solander
- 87. William Lewis
- 88. Johann Friedrich Meckel den äldre
- 89. Stephan Rumovskij

1774
- 202. Carl Sparre
- 203. Melcher Falkenberg
- 204. Joakim Vilhelm Liliestråle
- 205. Bernhard Berndtsson
- 206. Nils Adam Bielke
- 207. Patrick Alströmer
- 90. Jean Bernoulli  en:Johann III Bernoulli
- 91. Joseph Priestley
- 92. August Gottlieb Richter
- 93. Louis-Félix Guinemet de Kéralio   en:Louis-Félix Guynement de Kéralio

1775
- 208. Johan Lorens Odhelius
- 209. Carl Wilhelm Scheele
- 94. J.J. Ferber
- 95. Lazzaro Spallanzani
- 96. Balthazar Georges Sage
- 97. Jean Baptiste Louis Romé de l'Isle

1776
- 210. Ulric Scheffer
- 211. Carl Peter Thunberg
- 212. Henric Nicander
- 98. Peter Simon Pallas
- 99. Carsten Niebuhr
- 100. Achille Pierre Dionis du Séjour  fr:Achille Pierre Dionis du Séjour
- 101. Alexander Borisovitj Kurakin  en:Alexander Kurakin
- 102. se år 1772

1777
- 213. Anders Sparrman

1778
- 214. Clas Bjerkander
- 215. Carl Magnus Blom
- 216. Christopher Falkengréen
- 217. Johan Kraftman
- 103. Sergiej Gerasimovitj Domasjnev  ru:Домашнев, Сергей Герасимович
- 104. François Rozier  fr:François Rozier
- 105. Johann Reinhold Forster
- 106. Jean Sylvain Bailly

1779
- 218. Jacob von Utfall
- 219. Johan Gustaf Acrel
- 220. Peter Johan Bladh, från 1809 utländsk ledamot nr 188½
- 221. Fredrik Sparre
- 107. Peter Frederik Suhm
- 108. Johann Just von Berger
- 109. Théodore Tronchin  en:Théodore Tronchin
- 110. Esaias Fleischer
- 111. Hans Strøm
- 112. Johann Adolph Schinmeier
- 113. Pierre Élisabeth de Fontanieu

### 1780–1789
1780
- 222. Adolph Murray
- 114. Johann Georg Peter Möller

1781
- 223. Anders Magnus Wåhlin

1782
- 224. Anders Jahan Retzius
- 115. Philippe-Isidore Picot de Lapeyrouse
- 116. Franz Karl Achard
- 117. Alexander Dalrymple
- 118. Johann Karl Friedrich Meyer

1783
- 119. Nikolaus Joseph von Jacquin
- 120. Thomas Pennant
- 121. Louis Guyton de Morveau
- 122. Jekaterina Romanova Vorontsova-Dasjkova, den första kvinnan bland de utländska ledamöterna

1784
- 225. Gustaf Filip Creutz
- 226. Johan Gottlieb Gahn
- 227. Johan Alströmer
- 228. Johan Ulfström
- 229. Samuel Ödmann
- 230. Petter Jakob Hjelm
- 231. Zacharias Plantin
- 123. Friedrich Anton von Heynitz
- 124. Richard Kirwan
- 125. Paul Joseph de Barthez  en:Paul Joseph Barthez
- 126. Lorenz Florenz Friedrich von Crell  de:Lorenz von Crell
- 127. Horace Benoit de Saussure  en:Horace-Bénédict de Saussure
- 128. José Celestino Mutis  en:José Celestino Mutis
- 129. Jonas Dryander

1785
- 232. Johan Henrik Lindqvist
- 130. Marie Jean Antoine Nicolas Caritat Condorcet
- 131. Joseph Bernard de Chabert  en:Joseph Bernard de Chabert
- 132. Matthaeus Mederer von Wuthwehr
- 133. Thomas Bugge

1786
- 233. Elis Schröderheim
- 234. Nils Landerbeck
- 235. Carl Christopher Arfwedson
- 236. Carl Hillebrandsson Uggla
- 237. Adolph Modéer
- 238. Johan Fischerström
- 239. Peter Niklas von Gedda
- 240. Fabian Casimir Wrede
- 241. Mathias von Benzelstierna
- 134. Pietro Verri  en:Pietro Verri
- 135. Zacharias Nordmark, från 1787 inhemsk ledamot nummer 241½

1787
- 241½. se år 1786
- 242. Johan Gustaf von Carlson
- 243. Arvid Faxe
- 136. Johann Jacob Hemmer  de:Johann Jakob Hemmer
- 137. Jacques de Gaussen
- 138. Johann Christian Daniel von Schreber

1788
- 244. Anders Johan Hagströmer
- 245. Anders Falck
- 246. Gudmund Jöran Adlerbeth
- 247. Anders Lidtgren
- 248. Nils von Rosenstein
- 249. Carl Niklas Hellenius, från 1809 utländsk ledamot nummer 189
- 250. Clas Fredrik Hornstedt
- 139. Grigorij Kirillovitj Razumovskij  en:Grigory Razumovsky
- 140. Dimitri Aleksejevitj Galitzin
- 141. Jean Baptiste Joseph Delambre
- 142. Antoine Laurent de Jussieu

1789
- 251. Johan Nordenanckar
- 252. Olof Swartz
- 143. Stanislas Jean de Boufflers  en:Stanislas de Boufflers

### 1790–1799
1790
- 253. Johan Gadolin, från 1809 utländsk ledamot nummer 190
- 254. Carl August Ehrensvärd
- 255. Johan von Hermansson
- 256. Bengt Reinhold Geijer
- 257. Erik Schröder
- 258. Charles De Geer
- 144. Antoine Gouan  en:Antoine Gouan
- 145. Jean-Pierre-Casimir Marcassus, Baron de Puymaurin  fr:Jean-Pierre Marcassus de Puymaurin
- 146. Carlo Antonio Galeani Napione
- 147. Johann Hedwig  en:Johann Hedwig
- 148. Johann Beckmann  en:Johann Beckmann
- 149. Peter Christian Abildgaard
- 150. Christian Gottlieb Selle

1791
- 259. Johan Julin, från 1809 utländsk ledamot nummer 191
- 260. Samuel Fahlberg, uteslöts 1814, återupptogs 1816 som utländsk ledamot nummer 150½
- 261. Gustaf von Paykull
- 151. Alexander Kölpin

1792
- 262. Ulric Gustaf Franc
- 263. Jakob von Engeström, valet ogiltigförklarades efter hans inblandning i mordet på Gustav III
- 264. Daniel Théel
- 265. Johan Peter Westring
- 152. Carlo Lodovico Morozzo
- 153. Felice Fontana  en:Felice Fontana
- 154. Christian Ehrenfried von Weigel
- 155. Martin Vahl  en:Martin Vahl
- 156. James Edward Smith

1793
- 266. Adam Wilhelm Rappe
- 267. Anton Swab
- 268. Adam Afzelius
- 269. Natanael Gerhard af Schultén, från 1812 utländsk ledamot nummer 157½
- 270. Adolf Ulric Grill
- 271. Henrik Gahn den äldre
- 272. Daniel Erik Næsén
- 157. Pietro Rossi  en:Pietro Rossi (scientist)
- 158. Nils Collin
- 159. Johann Jakob Roemer

1794
- 273. Eric Nordewall
- 274. Pehr Dubb
- 160. Bernt Anker
- 161. Benjamin Rush  en:Benjamin Rush
- 162. Johann Elert Bode
- 163. Johann Hieronymus Schröter
- 164. Franz Xaver von Zach

1795
- 275. Anders Polheimer
- 276. Carl Odelstjerna
- 277. Pehr Tegman

1796
- 278. Gustaf Adolf Reuterholm
- 279. Erik Acharius
- 165. John Sinclair
- 166. Ole Henckel
- 167. Adam Wilhelm von Hauch
- 168. Franz Xaver von Wulfen
- 169. Paolo Mascagni  it:Paolo Mascagni

1797
- 280. Mathias Rosenblad
- 281. Peter Gustaf Tengmalm
- 282. Gustaf Broling
- 283. Abraham Niklas Edelcrantz
- 284. Gustaf Aron Lindbom
- 170. Andrej Andrejevitj Nartov
- 171. Apollos Apollosovitj Mussin-Pusjkin  en:Apollo Mussin-Pushkin
- 172. Nicolaus von Fuss
- 173. Anders Hultén, från 1808 inhemsk ledamot nummer 284½.
- 174. José Francisco Correa da Serra
- 175. José Bonifácio de Andrada e Silva

1798
- 285. Axel Gabriel Silverstolpe
- 286. Johan Erik Norberg, från 1809 utländsk ledamot nummer 192
- 287. Anders Hedenberg
- 288. Johan Carl Garney
- 289. Jöns Svanberg
- 290. Carl Gustaf Sjöstén
- 291. Carl Fredrik Bouck
- 176. Joseph Jakob von Mohrenheim

1799
- 292. Carl Erik Lagerheim
- 293. Jonas Öfverbom
- 294. Anders Gustaf Ekeberg
- 295. Olof Åkerréhn
- 296. Carl Fredrik von Schulzenheim
- 297. Shering Rosenhane

## 1800-talet

### 1800–1809
1800
- 298. Carl Gustaf Adlermarck
- 299. Erik Hagström

1801
- 300. Carl Olof Cronstedt, uteslöts år 1809
- 301. Johan Christian Ackerman
- 302. Carl Gabriel Mörner
- 303. Johan Afzelius
- 304. Gabriel Erik Haartman, från 1809 utländsk ledamot nummer 193
- 177. Antoine François, comte de Fourcroy  en:Antoine François, comte de Fourcroy
- 178. Claude Louis Berthollet
- 179. Nicolai Oseretskovsky
- 180. Vassilij Mikailovitj Severgin
- 181. Friedrich Theodor von Schubert
- 182. Carl Ludwig Willdenow

1802
- 305. Eric Ruuth
- 306. Fredrik Wilhelm von Ehrenheim
- 307. Georg Adlersparre

1803
- 183. Benjamin Thompson, Graf von Rumford  en:Benjamin Thompson

1804
- 308. Fredrik Bogislaus von Schwerin, avsade sig ledamotskapet 1821
- 309. Carl Peter Hällström
- 310. Wilhelm Hisinger
- 311. Jonas Henrik Gistrén
- 312. Fredric Wilhelm Radloff, från 1809 utländsk ledamot nummer 194, och från 1814 åter inhemsk ledamot
- 313. Joseph Gustafsson Pipping, från 1809 utländsk ledamot nummer 195
- 314. Johan Gabriel Oxenstierna
- 315. Carl Gustaf af Leopold
- 316. Nils Johan Bergsten
- 317. Johan Gustaf Lagerbjelke
- 318. Carl Gottfried von Helvig, från 1815 utländsk ledamot nummer 183½
- 319. Sven Anders Hedin
- 320. Pehr von Afzelius

1805
- 321. Johan Erik Gerss
- 322. Eric Thomas Svedenstjerna
- 323. Carl Peter Lenngren
- 324. Pehr Gustaf Lindroth
- 325. Jonas Lidströmer
- 326. Gustaf Wilhelm af Tibell

1806
- 184. Pierre Simon de Laplace
- 185. Joseph Louis Lagrange
- 186. Johann Pasquich
- 187. Edward Jenner
- 188. Benedict Franz Johann Hermann

1808
- 327. Göran Wahlenberg
- 328. Sven Ingemar Liungh
- 329. Gustaf Gabriel Hällström, från 1809 utländsk ledamot nummer 196
- 330. Arvid Henrik Florman
- 331. Anders Lorens Santheson
- 332. Jöns Jacob Berzelius
- 284½. se år 1797

1809
- 333. Carl Birger Rutström
- 334. Carl von Rosenstein
- 335. Leonard Gyllenhaal
- 336. Carl Johan Schönherr
- 337. Pehr af Bjerkén den yngre
- 338. Eric Odhelius
- 188½. se år 1779
- 189. se år 1788
- 190. se år 1790
- 191. se år 1791
- 192. se år 1791
- 193. se år 1801
- 194. se år 1804
- 195. se år 1804
- 196. se år 1808

### 1810–1819
1810
- Kronprins Carl August, förste ledamot (hedersledamot)
- Kronprins Carl Johan, förste ledamot (hedersledamot)
- 339. Carl Fredrik Fallén
- 340. Lars Nordenbjelke
- 341. Christian Ehrenfried von Weigel
- 342. Lars von Engeström
- 197. Humphry Davy
- 198. Martin Heinrich Klaproth
- 199. Abraham Gottlob Werner
- 200. Gaspard Clair François Marie Riche de Prony
- 201. Curt Sprengel
- 202. Jean-François de Bourgoing
- 203. Friedrich Heinrich Alexander von Humboldt

1812
- 343. Isac af Darelli
- 344. Rutger Macklean
- 345. Samuel Niclas Casström
- 346. Birger Fredrik Rothoff
- 347. Olof Wibelius
- 348. Gustaf Magnus Schwartz
- 349. Pehr Bernhard Berndes
- 350. Carl Erik Kjellin
- 351. Simon Anders Cronstrand
- 352. Gabriel Collin
- 353. Christopher Carlander
- 354. Eric Carl Trafvenfelt
- 355. Jonas Hallenberg
- 157½. se år 1793
- 204. Georges Cuvier
- 205. Bernard Germain de Lacépède
- 206. Benjamin Smith Barton
- 207. Sigismund Friedrich Hermbstädt
- 208. John Latham

1813
- 209. William Hyde Wollaston
- 210. Frederick William Herschel
- 211. Johann Friedrich Blumenbach
- 212. Alexander Macleay  en:Alexander Macleay
- 213. Johann Friedrich Ludwig Hausmann
- 214. Henry Cline
- 215. Jean-Pierre Guillaume Catteau-Calleville
- 216. Charles Philibert de Lasteyrie du Saillant

1815
- 356. Erik af Wetterstedt
- 357. Carl Peter Klintberg (af Klintberg)
- 358. Magnus Martin af Pontin
- 359. Johan Bredman
- 360. Carl Zetterström
- 361. Peder Anker
- 362. Baltzar B von Platen
- 363. Nils Gabriel Sefström
- 364. Emanuel Rothoff
- 365. Pehr Lagerhjelm
- 366. Anders Frigelius
- 367. Frans Michael Franzén
- 368. Jacob Gråberg
- 183½. se år 1804
- K 1. Karl Wilhelm Böckmann
- K 2. Thomas Thomson
- K 3. Johann David Wilhelm Sachse
- K 4. Christian von Steven
- K 5. Jens Wilken Hornemann, från 1816 utländsk ledamot nummer 224
- K 6. Jean Baptiste Dumas (1777–1861)
- K 7. William George Maton
- K 8. Friedrich Ernst Ludwig von Fischer, från 1841 utländsk ledamot nummer 316  en:Friedrich Ernst Ludwig von Fischer
- K 9. Mariano Lagasca  es:Mariano Lagasca, de:Mariano Lagasca y Segura
- K 10. Christiaan Hendrik Persoon
- K 11. Nicolas-François Canard  en:Nicolas-François Canard
- K 12. William Jackson Hooker, från 1833 utländsk ledamot nummer 283
- K 13. John Claudius Loudon
- K 14. Heinrich Adolph Schrader
- K 15. August Friedrich Schweigger
- K 16. Jean-Antoine Fabre
- K 17. Karl Cæsar von Leonhard
- K 18. Georg Wilhelm Freyreiss

1816
- Prins Oscar, hertig av Södermanland, förste ledamot (hedersledamot)
- 150½. se år 1791
- 217. Jean Baptiste Biot
- 218. Adam Johann von Krusenstern
- 219. Karl Asmund Rudolphi
- 220. Erik Nissen Viborg
- 221. Jacques-Julien Houtou de La Billardière
- 222. Louis Nicolas Vauquelin
- 223. José de Mendoza y Ríos  en:Josef de Mendoza y Ríos
- 223½. Dawson Turner
- 224. se år 1815
- 224½. Franz Xaver Swediaur
- K 19. Johann Abraham Albers  de:Johann Abraham Albers
- K 20. Gottfried Reinhold Treviranus
- K 21. Gaetano Savi
- K 22. Domenico Viviani

1817
- 369. Gustaf Fredric Wirsén
- 370. Gustaf Johan Billberg
- 371. Carl Fredrik Sundvall
- 372. Carl Adolph Agardh
- 373. Carl Axel Arrhenius
- 374. Abraham Konstantin Mouradgea d'Ohsson
- 375. Jakob Henrik af Forselles
- 376. Carl Gustaf Spens
- 377. Lars Wollin
- 378. Eberhard Zacharias Munck af Rosenschöld
- 379. Erik Gadelius
- 380. Gustaf af Wetterstedt
- 225. Peter van Suchtelen
- K 23. Henrik Johan Walbeck

1819
- 381. Gustaf af Klint
- 382. Hans Peter Eggertz
- 383. Erik af Edholm
- 384. Anders Fredric Skjöldebrand
- 385. Adolf Göran Mörner

### 1820–1829
1821
- 386. Jonas Beronius
- 387. Johan August Arfwedson
- 388. Hans Gabriel Trolle-Wachtmeister
- 389. Johan Wilhelm Dalman
- 390. Sven Nilsson
- 391. Johan Emanuel Wikström
- 392. Elias Magnus Fries
- 393. Axel Adlersparre
- 394. Carl David af Uhr
- 395. Carl Fredric Arosenius
- 396. Matthias Norberg
- 226. Charles François le Prudhomme d'Hailly
- 227. Carl Friedrich Gauss
- 228. Thomas Telford
- 229. David Brewster
- 230. René Just Haüy
- 231. Louis Joseph Gay-Lussac
- 232. Louis Jacques Thénard  en:Louis Jacques Thénard
- 233. Joseph Franz von Jacquin  en:Joseph Franz von Jacquin
- 234. Joseph August Schultes
- 235. Astley Paston Cooper
- 236. Antonio Scarpa  en:Antonio Scarpa
- 237. Ludwig Heinrich Bojanus  en:Ludwig Heinrich Bojanus
- 238. Johan Daniel Herholdt
- 239. David Hosack  en:David Hosack
- 240. Pierre André Latreille

1822
- 397. Gustaf Adolf Lagerheim
- 398. Christopher Hansteen
- 399. Jens Rathke
- 400. Michael Skjelderup
- 401. Jacob Åkerman
- 241. Pierre Charles François Dupin
- 242. Hans Christian Ørsted
- 243. Robert Brown
- 244. Arnold Hermann Ludwig Heeren

1823
- 245. Siméon Denis Poisson
- 246. Friedrich Wilhelm Bessel
- 247. Eilhard Mitscherlich
- 248. Alexandre Brongniart
- 249. Samuel Thomas von Sömmerring
- 250. Franz Joseph Gall
- 251. Christoph Wilhelm Hufeland

1824
- 402. Christian Frederik Gottfried Bohr  no:Gottfried Bohr
- 403. Per Adolf Tamm
- 404. Claes Adolph Fleming

1825
- 405. Carl David Skogman
- 406. Nils Wilhelm Almroth
- 407. Lars Peter Walmstedt
- 408. Jens Esmark
- 409. Niels Treschow  no:Niels Treschow
- 252. Christian Leopold von Buch

1826
- 410. Anders Retzius
- 411. Carl Edvard Gyldenstolpe
- 253. Henry Kater  en:Henry Kater
- 254. Augustin Pyrame de Candolle
- 255. Jean-Baptiste Say
- 256. Jean Charles Léonard Simonde de Sismondi  en:Jean Charles Léonard de Sismondi

1827
- 412. Gustaf Erik Pasch
- 413. Johan Olof Wallin
- 414. Gabriel Poppius
- 415. Nils Magnus af Tannström
- 416. Fredrik Rudberg
- 417. Carl Johan Ekströmer
- 257. Heinrich Christian Schumacher
- 258. Heinrich Wilhelm Olbers
- 259. Friedrich Tiedemann

1828
- 418. Johan Peter Lefrén
- 419. Hans Järta
- 420. Hans Niclas Schwan
- 260. Dominique François Jean Arago
- 261. André-Marie Ampère
- 262. Thomas Young
- 263. Marc Isambard Brunel  en:Marc Isambard Brunel
- 264. William Lawrence   en:Sir William Lawrence, 1st Baronet
- 265. Friedrich Ludwig Kreysig  de:Friedrich Ludwig Kreysig
- 266. överhoppat nummer

1829
- 421. Erik Harfvefeldt
- 422. Søren Christian Sommerfelt
- 423. John Adolf Leyonmarck (även Leijonmarck?)
- 267. Michel Eugène Chevreul
- 268. Martin Heinrich Carl Lichtenstein
- 269. Johann Friedrich Meckel den yngre

### 1830–1839
1830
- 424. Gustaf Carl Fredric Löwenhjelm
- 425. August von Hartmansdorff
- 426. Johan Israel af Ekström
- 427. Pehr Gustaf Cederschiöld
- 428. Axel Gustaf Gyllenkrok
- 429. Peter Fredrik Wahlberg
- 430. Carl Ulric Ekström
- 270. Pierre Louis Dulong
- 271. Heinrich Rose
- 272. Jean-Baptiste Joseph Fourier

1831
- 431. Samuel Owen
- 431½. Johan Wilhelm Zetterstedt
- 432. Frederik Holst
- 433. Carl De Geer
- 434. Johan August Anckarsvärd
- 435. Carl Wilhelm Henrik Ronander
- 436. Johan Edström
- 437. Adolf Ferdinand Svanberg
- 273. Coenraad Jacob Temminck
- 274. Adolph Wilhelm Otto  en:Adolph Wilhelm Otto
- 275. François Magendie
- 276. Augustin Louis Cauchy
- 277. Joachim Dieterich Brandis
- 278. Heinrich Johannes Kessels

1832
- 438. Carl Gustaf Mosander
- 279. Christian Ludwig Nitzsch
- 280. Lorenz Oken

1833
- 439. Nils Haqvin Selander
- 440. Johan Hedenborg
- 281. Pierre-Dominique Bazaine  en:Pierre-Dominique Bazaine
- 282. Friedrich Georg Wilhelm von Struve
- 283. se år 1815
- 284. Wilhelm Daniel Joseph Koch
- 285. Jean Victoire Audouin

1834
- 441. Adam Wilhelm Ekelund
- 442. Johan Theofil Nathhorst
- 286. Friedrich Wöhler
- 287. Jean Étienne Dominique Esquirol
- 288. Johannes Peter Müller
- 289. Johann Nepomuk Rust
- 290. Benjamin Collins Brodie
- 291. Henry Peter Brougham
- 292. Pierre François Aimé Auguste Dejean

1835
- 443. Lars August Mannerheim
- 444. Erik Gustaf Geijer
- 445. Esaias Tegnér
- 446. Fabian Jakob Wrede
- 447. Joachim Åkerman
- 448. Carl Fredrik Liljewalch
- 449. Magnus Fredrik Ferdinand Björnstjerna

1836
- 450. Carl Gustaf von Brinkman
- 451. Bernhard von Beskow
- 452. Magnus Christian Retzius
- 453. Gustaf Svanberg
- 454. Bengt Sparre
- 293. Johann Franz Encke
- 294. Johan Sylvester Saxtorph
- 295. Christian Gottfried Ehrenberg
- 296. Carl Gustav Carus
- 297. se år 1837
- 298. John Herschel
- 299. Carl Gustav Jacob Jacobi

1837
- 455. Magnus Brahe
- 456. Bengt Fries
- 457. Samuel Grubbe
- 297. (sic!) Carl Friedrich Philipp von Martius
- 300. Justus von Liebig
- 301. Henri Marie Ducrotay de Blainville
- 302. Louis Agassiz

1838
- 458. Carl Johan Hartman
- 459. Carl Henrik Boheman
- 460. Carl Fredrik af Wingård
- 461. Israel Adolf af Ström
- 462. Carl Palmstedt
- 303. Michael Faraday
- 304. Jean Baptiste Dumas

1839
- 463. Carl J. Sundevall
- 464. Baltazar Mathias Keilhau
- 465. Lars Fredrik Svanberg
- 466. Anders Lundström
- 467. Christopher Isac Heurlin
- 468. Axel Erik von Sydow
- 305. Jean Baptiste Josef Dieudonné Boussingault  en:Jean Baptiste Boussingault
- 306. Carlo Raffaele Sobrero

### 1840–1849
1840
- 469. Carl Fredrik Akrell
- 470. Olof Fåhraeus
- 471. Sven Lovén
- 472. Carl Nordblad
- 473. Carl August Thelning
- 307. George Biddell Airy
- 308. Heinrich Friedrich Link
- 309. Peter Krukenberg  en:Peter Krukenberg
- 310. Ludvig Jacobson  en:Ludwig Lewin Jacobson
- 311. Jean Civiale  en:Jean Civiale

1841
- 312. Théodore Olivier  fr:Théodore Olivier
- 313. Henri Prudence Gambey  fr:Henri Gambey
- 314. August Leopold Crelle
- 315. Joakim Frederik Schouw
- 316. se år 1815
- 317. Marie Jean Pierre Flourens
- 318. Charles Bell

1842
- 474. Bengt Gustaf Bredberg
- 475. Albrecht Elof Ihre
- 319. François Pierre Guillaume Guizot
- 320. Anatolij Demidov
- 321. Daniel Frederik Eschricht  da:Daniel Frederik Eschricht
- 322. Gilbert Breschet  en:Gilbert Breschet
- 323. Henri Milne-Edwards

1843
- 324. Johann Baptist Joseph Fabian Sebastian, ärkehertig av Österrike
- 325. Richard Owen

1844
- 476. Bertil Lilliehöök
- 477. Magnus Huss
- 478. Carl Johan Malmsten
- 479. Bernt Michael Holmboe  no:Bernt Michael Holmboe
- 480. Nils Johan Berlin

1845
- 481. Anders Magnus Strinnholm
- 482. Nils Ericson
- 326. Johann Christian Poggendorff
- 327. Macedonio Melloni
- 328. Ernst Friedrich Germar
- 329. Conrad Johann Martin Langenbeck  en:Konrad Johann Martin Langenbeck
- 330. Carl von Rokitansky
- 331. Léon Rostan en:Léon Rostan

1846
- Kronprins Carl, förste hedersledamot
- Prins Gustaf, hertig av Uppland, förste hedersledamot
- 483. Abraham Häggbladh
- 484. Axel Erdmann
- 485. Lars Johan Wallmark
- 332. Friedrich Wilhelm August Argelander

1847
- 486. Johan Gabriel Collin
- 487. Fredrik Theodor Berg
- 488. Gustaf Ekman
- 489. Anders Fryxell
- 490. Johan Jakob Nordström
- 491. Christian Stenhammar
- 492. Bror Emil Hildebrand

1848
- Prins Oscar, hertig av Östergötland, förste hedersledamot
- 493. Jakob Vilhelm Sprengtporten
- 494. Johan af Kleen
- 495. Henric Reuterdahl
- 496. Ludvig Manderström
- 497. Israel Hwasser
- 498. Carl Johan Danielsson Hill
- 333. John Rennie d.y.  en:John Rennie the Younger
- 334. Jean-Baptiste Armand Louis Léonce Élie de Beaumont

1849
- 499. Magnus Thulstrup
- 500. Johan Fredrik Sacklén
- 501. Carl Ulrik Sondén
- 502. Christian Peder Bianco Boeck  no:Christian Peder Bianco Boeck
- 503. Jonas Bagge
- 504. John Swartz
- 505. Jacob Georg Agardh

### 1850–1859
1850
- 506. Anders Jonas Ångström
- 507. Emanuel Gabriel Björling
- 335. John Ericsson, från 1863 inhemsk ledamot nummer 505½
- 336. Adolphe Quételet
- 337. Arthur Jules Morin
- 338. Hugo von Mohl
- 339. Karl Ernst von Baer
- 340. Gerardus Johannes Mulder

1851
- Prins August, hertig av Dalarna, förste hedersledamot
- 508. John Erhard Areschoug
- 509. Nils Henrik Lovén
- 510. Erik Edlund
- 341. Joseph Liouville
- 342. Gustav Kunze
- 343. James Copland
- 344. Lord Kelvin
- 345. Henri Victor Regnault
- 346. Adolphe-Théodore Brongniart
- 347. Georges Louis Duvernoy

1852
- 511. Gustaf Trolle-Bonde
- 512. Ole Jacob Broch
- 513. Elof Wallqvist
- 514. Carl Gustaf Santesson
- 348. Carl Gustaf Mannerheim
- 349. Alexander Braun
- 350. Henry Thomas De la Beche

1853
- 515. Hans Olov Holmström
- 516. Johan Lorentz Aschan
- 351. Nils Gustaf Nordenskiöld

1854
- 517. Christian Adolf Virgin
- 518. Otto Edvard Carlsund
- 519. Baltzar J E von Platen
- 352. Johann Peter Gustav Lejeune Dirichlet
- 353. Gabriel Lamé
- 354. Jean-Marie Leon Dufour

1855
- 520. Gustaf Sparre
- 521. Michael Sars
- 522. Pehr Henrik Malmsten
- 523. Lars Anton Anjou
- 355. Wilhelm Eduard Weber
- 356. Johann Christoph Friedrich Klug
- 357. Karl Ludwig Blume
- 358. Charles Lucien Jules Laurent Bonaparte
- 359. Urbain Jean Joseph Le Verrier
- 360. Roderick Impey Murchison

1856
- 524. Pehr Georg Scheutz
- 525. Alfred Henrik Eduard Fock
- 526. Johan Erik Rydqvist
- 527. Johan August Wahlberg, den enda ledamot som invalts efter sin död, eftersom hans död under en elefantjakt i Sydafrika inte var känd i Sverige vid invalet.
- 528. Franz Christian Faye
- 529. Edward Nonnen
- 530. Johan Fredrik Fåhraeus
- 531. Carl Johan Schlyter
- 361. Jacobus Ludovicus Conradus Schroeder van der Kolk
- 362. Karl Theodor Ernst von Siebold

1857
- 532. Jonas Samuel Bagge
- 533. Johan Henrik Kreüger
- 534. Carl Magnus Rydqvist
- 535. Wilhelm Gumælius
- 536. Nils Peter Angelin
- 363. Japetus Steenstrup

1858
- 537. Jean Bolinder
- 538. Hampus von Post
- 539. Christian Fredrik Lindman
- 540. F. F. Carlson
- 541. Matthias Numsen Blytt
- 542. Johan August Gripenstedt
- 364. Wilhelm von Haidinger
- 365. Jan van der Hoeven
- 366. Joseph Louis François Bertrand
- 367. Wilhelm Karl Hartwig Peters
- 368. William Gravatt
- 369. Samuel Finlay Breese Morse
- 370. William Stokes

1859
- 543. Clemens Ullgren
- 544. Georg Lindhagen
- 545. Pehr Erik Gellerstedt
- 546. Nils Johan Andersson
- 371. Asa Gray
- 372. Alphonse de Candolle
- 373. Charles Wheatstone
- 374. Michel Chevalier

### 1860–1869
1860
- 547. Gustaf von Düben
- 548. Henning Ludvig Hugo Hamilton, avsade sig ledamotskapet 1881
- 549. Olof Glas
- 550. Jacob Letterstedt
- 375. Johann August Grunert
- 376. Robert Wilhelm Bunsen

1861
- 551. Adolf Erik Nordenskiöld
- 552. Christian Wilhelm Blomstrand
- 553. Wilhelm Lilljeborg
- 554. Leonard Fredrik Rääf
- 377. Rudolf Virchow

1862
- 555. Johan Fredrik Bahr
- 556. Johan Arrhenius
- 557. Per Erik Bergfalk
- 558. Louis De Geer
- 378. Oskar Schlömilch
- 379. Joseph Dalton Hooker

1863
- 505½. se år 1850
- 559. Niklas Westring
- 560. Lars Wilhelm Kylberg
- 561. Carl Fredrik Wærn d.y.
- 380. James Young Simpson
- 381. Evert Julius Bonsdorff
- 382. Johann von Oppolzer
- 383. Karl Karmarsch
- 384. Johan Georg Forchhammer

1864
- 385. Adolph Wilhelm Hermann Kolbe

1865
- 562. Anton Martin Schweigaard  no:Anton Martin Schweigaard
- 563. Thore M. Fries
- 386. Peter Andreas Hansen
- 387. Charles Darwin

1866
- 564. Hjalmar August Abelin
- 565. Peter von Möller
- 566. Hjalmar Holmgren
- 567. Hans Magnus Melin
- 388. Christian August Friedrich Peters
- 389. Friedrich Anton Wilhelm Miquel
- 390. Charles Lyell
- 391. Thomas Graham  en:Thomas Graham (chemist)
- 392. Hermann von Helmholtz

1867
- 568. Johan Lang
- 393. Edward Sabine  en:Edward Sabine
- 394. Auguste Nélaton

1868
- 569. Robert Thalén
- 395. Wilhelm Griesinger
- 396. Claude Bernard
- 397. Heinrich Gustav Magnus
- 398. William John Macquorn Rankine  en:William John Macquorn Rankine
- 399. Julius Weisbach
- 400. Jean Théodore Lacordaire  en:Jean Théodore Lacordaire
- 401. Henry Charles Carey

1869
- 570. Axel Möller
- 571. Theodor Kjerulf
- 572. Carl Stål
- 573. Carl Skogman
- 574. Carl Arendt Ångström
- 402. Wilhelm Friedrich Benedict Hofmeister
- 403. Carl Ludwig

### 1870–1879
1870
- 575. Otto Torell
- 576. Claes Adolf Adelsköld
- 577. Anders Fredrik Regnell
- 578. Frederik Stang
- 579. Wilhelm Erik Svedelius
- 580. Knut Styffe
- 581. Carl Abraham Pihl
- 582. Carl Johan Tornberg
- 404. Marcellin Berthelot
- 405. Albrecht von Graefe
- 406. John Tyndall
- 407. Wilhelm Roscher
- 408. Joachim Barrande
- 409. James Paget
- 410. Felix von Niemeyer
- 411. Friedrich Gustav Jacob Henle

1871
- 583. Axel Key
- 584. Per Teodor Cleve
- 412. Greve Luigi Federico Menabrea, markis de Valdora
- 413. George Bentham
- 414. Charles-Eugène Delaunay
- 415. James Dwight Dana
- 416. William Farr
- 417. Heinrich Bamberger

1872
- 585. August Almén
- 586. Johan August Hugo Gyldén
- 587. Carl Fredrik Bergstedt
- 418. August Wilhelm Hoffmann
- 419. John Couch Adams
- 420. Edmond Louis René Tulasne
- 421. Peter von Rittinger, var vid invalet avliden sedan fyra dagar  de:Peter von Rittinger

1873
- 588. Carl Erik Bergstrand
- 589. Gustaf Robert Dahlander
- 590. Robert Rubenson
- 591. Henrik Gerhard Lindgren
- 422. Michel Chasles
- 423. Ernst Eduard Kummer
- 424. Henri Édouard Tresca
- 425. Gustave-Adolphe Hirn
- 426. Gustav Anton Zeuner
- 427. Jean Charles Marignac

1874
- 592. Viktor Eggertz
- 593. Johan Gustaf Swartz
- 594. Carl Gustaf Styffe
- 428. Theodor Schwann
- 429. Thomas Henry Huxley
- 430. Peter von Tunner
- 431. Heinrich Louis d'Arrest

1875
- 595. Herman Schultz
- 596. Sten Stenberg
- 597. Fredrik Laurents Ekman
- 598. Fredrik Adam Smitt
- 599. Herman Theodor Daug
- 600. Lars Fredrik Nilson
- 601. Maximilian Victor Odenius
- 602. Richard Åkerman
- 432. Ludvig August Colding
- 432½. Hermann Franz Moritz Kopp
- 433. Marco Minghetti
- 434. Otto Wilhelm von Struve
- 435. Alfred Des Cloizeaux
- 436. Simon Newcomb

1876
- 603. Hans Ludvig Forssell
- 604. Fredrik Areschoug
- 605. Alfred Elis Törnebohm
- 606. Anton Sjögren
- 437. Wilhelm von Beetz
- 438. Oswald Heer
- 439. Peter Ludvig Panum

1877
- Kronprins Gustaf, förste hedersledamot
- 607. Christian Lovén
- 608. Tord Tamerlan Teodor Thorell
- 609. Daniel Cornelius Danielssen
- 610. Anton Niklas Sundberg
- 611. Carl Gustaf Malmström
- 440. Rudolf Leuckart
- 441. Armand Hippolyte Louis Fizeau
- 442. Heinrich Anton de Bary
- 443. Nathanael Pringsheim
- 444. Giovanni Schiaparelli

1878
- 612. Carl Oskar Troilius
- 613. Oscar Dickson
- 614. Sophus Bugge, från 1905 utländsk ledamot nummer 444½
- 615. Gustaf Lindström
- 616. Nils Peter Hamberg
- 617. Veit Wittrock
- 445. Rudolf Clausius
- 446. William Bowman
- 447. Louis Pasteur
- 448. Franciscus Cornelis Donders

1879
- 618. Axel Nyblæus
- 619. Gustaf Retzius
- 449. Joseph Whitworth

### 1880–1889
1880
- Prins Oscar, hertig av Gotland, förste hedersledamot
- 620. Frithiof Holmgren
- 621. Sven Berggren
- 450. Franz Reuleaux
- 451. Paul Leroy Beaulieu
- 452. Carl Wilhelm Siemens
- 453. Edward H. Williams en:Edward H. Williams
- 454. Julius Thomsen

1881
- 622. Olof Hammarsten
- 623. Gustaf Ljunggren
- 624. Nils Dunér
- 625. Christian Cavallin
- 455. Karl Theodor Wilhelm Weierstraß
- 456. Charles Hermite

1882
- Prins Carl, hertig av Västergötland, förste hedersledamot
- 626. Frans Reinhold Kjellman
- 457. Albert von Kölliker
- 458. Ernst Haeckel

1883
- 627. Gösta Mittag-Leffler
- 628. Per Hedenius
- 459. William Huggins
- 460. Remigius Fresenius
- 461. Albert C. L. G. Günther
- 462. Christian Albert Theodor Billroth
- 463. Gustav Heinrich Wiedemann
- 464. Carl Wilhelm von Nägeli

1884
- 629. Carl Gottreich Beijer
- 630. Johan Theofron Munktell
- 631. Tycho Tullberg
- 632. Hjalmar Théel
- 633. Johan Erik Cederblom
- 634. Lars Landgren
- 635. Johan Wolter Arnberg
- 636. Elis Sidenbladh
- 637. Olof Gustaf Nordenström
- 465. Pierre-Joseph van Beneden
- 466. Alfred Nobel
- 467. Adolf von Baeyer

1885
- 638. Alfred Nathorst
- 639. Carl Hammarskjöld
- 468. Eugen Warming
- 469. Harry Rosenbusch
- 470. Max Joseph von Pettenkofer
- 471. Ernst Wilhelm von Brücke
- 472. Robert Henry Thurston
- 473. Alphonse Milne-Edwards
- 474. Carl Gegenbaur

1886
- 640. Per Gustaf Rosén
- 641. Matths Falk
- 642. Gustaf de Laval
- 643. Carl Fabian Björling
- 644. Carl Jacob Rossander
- 645. Albert Ehrensvärd den äldre
- 475. Sextus Otto Lindberg
- 476. Edmond Becquerel

1887
- 646. Rudolf Cronstedt
- 647. Otto Nordstedt
- 648. Edward Clason
- 649. Pehr Ehrenheim
- 477. Isaac Lowthian Bell
- 478. Aimé-Henry Résal
- 479. Jean Martin Charcot
- 480. Adolf Georg Soetbeer

1888
- 650. Victor Bäcklund
- 651. Claes Theodor Odhner
- 652. Hugo Hildebrand Hildebrandsson
- 481. Édouard Bornet
- 482. William Crawford Williamson
- 483. Franz Grashof
- 484. Ludwig Boltzmann

1889
- Prins Eugen, hertig av Närke, förste hedersledamot
- 653. Sven Otto Pettersson
- 654. Johan August Ahlstrand
- 655. Anders Lindstedt
- 656. Göthe Wilhelm Svensson
- 657. Viktor Rydberg
- 658. Peter Klason
- 659. Carl Edvard Ekman
- 485. Joseph Lister (Lord Lister)
- 486. Jean Servais Stas
- 487. Karl Johann Maximowicz
- 488. Emil Heinrich du Bois-Reymond

### 1890–1899
1890
- 660. Thorkil Halvorsen Aschehoug, från 1904 utländsk ledamot nummer 488½
- 661. Klas Bernhard Hasselberg
- 662. Waldemar Christopher Brøgger, från 1904 utländsk ledamot nummer 489½
- 663. Magnus Nyrén
- 664. Magnus Ragnar Bruzelius
- 665. Robert Tigerstedt, från 1901 utländsk ledamot nummer 546
- 490. Thomas Alva Edison

1891
- 666. Hans Hildebrand
- 491. Heinrich von Wild
- 492. Adolf Engler

1892
- 667. Oscar Widman
- 668. Magnus Blix
- 493. Alfred Cornu
- 494. Louis Xavier Édouard Léopold Ollier
- 495. Jacobus Henricus van 't Hoff
- 496. Arthur Auwers
- 497. Félix Tisserand
- 498. Auguste Daubrée
- 499. Wilhelm His
- 500. Clemens Winkler
- 501. Ferdinand von Mueller

1893
- 669. Knut Ångström
- 670. Hjalmar Heiberg
- 502. Carl Frederik Tietgen
- 503. Robert Koch
- 504. Pafnutij Lvovitj Tschebyschev
- 505. Simon Schwendener
- 506. Friedrich Daniel von Recklinghausen

1894
- 671. Ernst Ödmansson
- 672. Robert Almström
- 507. Silvanus P. Thompson
- 508. Henri de Lacaze-Duthiers
- 509. Henry A. Rowland
- 510. Johan Wilhelm Runeberg
- 511. Charles Friedel
- 512. Pierre Émile Levasseur
- 513. Hermann Solms-Laubach
- 514. Rudolf Peter Heinrich Heidenhain

1895
- 673. Christopher Aurivillius
- 674. Oscar Montelius
- 515. Hieronymus Georg Zeuthen
- 516. Eduard Suess
- 517. Adolf Fick
- 518. Sir William Henry Flower
- 519. Melchior Treub

1896
- 675. Gustav Zander
- 676. Knut Olivecrona
- 677. Esaias Tegnér d.y.
- 520. Charles Jacques Bouchard
- 521. William George Armstrong
- 522. Archibald Geikie
- 523. Friedrich von Hefner-Alteneck
- 524. Eleuthère Mascart

1897
- 678. Helgo Zettervall
- 679. Salomon Eberhard Henschen
- 680. Per Wilhelm Almqvist
- 681. Claes Annerstedt
- 525. Johan Oskar Backlund
- 526. Wilhelm Pfeffer
- 527. Robert Giffen
- 528. Angelo Mosso
- 529. Francesco Brioschi
- 530. John Strutt, 3:e baron Rayleigh
- 531. William Ramsay
- 532. August Weismann
- 533. Louis Grandeau

1898
- 682. Karl Mörner
- 683. Karl Bohlin
- 684. Göran Fredrik Göransson
- 685. Carl Charlier
- 686. Henrik Söderbaum
- 687. Artur Hazelius
- 534. Wilhelm Kühne
- 535. Lazarus Fuchs
- 536. Anton Dohrn
- 537. Franz von Leydig

1899
- 688. Johan Gustaf Wiborgh
- 689. Elof Tegnér
- 690. Hjalmar Sjögren
- 691. Wilhelm Tham
- 538. Edvard Hjelt
- 539. Sophus Mads Jørgensen
- 540. Alexander Agassiz
- 541. Wilhelm Röntgen

## 1900-talet

### 1900–1909
1900
- 692. Ragnar Törnebladh
- 693. Theodor Nordström
- 694. Knut Fredrik Söderwall
- 695. Erik Wilhelm Dahlgren
- 696. Georg Ossian Sars, från 1905 utländsk ledamot nummer 545a.
- 697. Erik Johan Ljungberg
- 698. Anders Nicolai Kiær, från 1905 utländsk ledamot nummer 545b.
- 542. Theodor Kocher
- 543. William Henry White
- 544. Henri Poincaré
- 545. Albert Gaudry

1901
- 699. Frans Warfvinge
- 700. Gustaf Gilljam
- 701. John Berg
- 702. Edvard Phragmén
- 703. Jakob Eriksson
- 704. Svante Arrhenius
- 705. Carl Yngve Sahlin
- 706. Gerhard Holm
- 707. Claës Gustaf Adolf Tamm
- 546. se år 1890
- 547. Vincenz Czerny
- 548. Ludwig von Tetmajer
- 549. Gaston Darboux
- 550. Luigi Cremona
- 551. Pierre Paul Émile Roux  en:Pierre Paul Émile Roux
- 552. John Lubbock (Lord Avebury)
- 553. Albrecht Kossel

1902
- Konstantin Konstantinovich, hedersledamot
- 708. Gerard De Geer
- 709. Axel Wirén
- 710. Johan Widmark
- 711. Johan Martin Lovén
- 712. Sven Gustaf Hedin
- 713. Edvard Welander
- 714. Johan August Brinell
- 554. Samuel Pierpont Langley
- 555. Leo Mechelin
- 556. Friedrich Kohlrausch
- 557. Heinrich Weber
- 558. Victor André Cornil
- 559. Christian Christiansen

1903
- 715. Henrik Mohn, från 1905 utländsk ledamot 559½.
- 716. Åke Gerhard Ekstrand
- 560. Paul Painlevé
- 561. Oscar Hertwig

1904
- 488½. se år 1890
- 489½. se år 1890

1905
1904 fick KVA nya grundstadgar, där klassindelningen ändrades, och antalet klasser ökades från 9 till 11. Detta ledde till att många nya ledamöter kunde inväljas från 1905. Bland annat fick nu även klassen "övriga vetenskaper och förtjänst om vetenskaplig forskning" (11. klassen med den nya numreringen) möjlighet att välja in utländska ledamöter, vilket de förut ej haft. En annan orsak till förändring 1905 var unionsupplösningen, vilket ledde till att de norska ledamöterna nu räknades till de utländska.
- 717. Anders Wiman
- 718. Hugo Hamberg
- 719. Arvid Gustaf Högbom
- 720. Bengt Jönsson
- 721. Gottfrid Adlerz
- 722. Karl Gustaf Lennander
- 723. Gustaf Granqvist
- 724. Axel Hamberg
- 725. David Bergendal
- 726. Allvar Gullstrand
- 727. Harald Hjärne
- 728. Ivar Bendixson
- 729. Nils Ekholm
- 730. Sven Hedin
- 731. Einar Lönnberg
- 732. Erik Müller
- 733. Klas Linroth
- 734. Olof August Danielsson
- 735. Ivar Afzelius
- 736. Carl David af Wirsén
- 444½. se år 1878
- 545a. se år 1900
- 545b. se är 1900
- 562. Emil Fischer
- 563. Dmitrij Mendelejev
- 564. Stanislao Cannizzaro
- 565. Johan Nordal Fischer Wille  en:Nordal Wille
- 566. Vilhelm Thomsen
- 567. Vilhelm Bjerknes
- 568. Albert Heim
- 569. Philipp Lenard
- 570. Charles Van Hise
- 571. Karl von Amira
- 572. Friedrich Robert Helmert
- 573. Gustav Tschermak
- 574. Henry Marion Howe

1906
- Prins Gustaf Adolf, hertig av Skåne, hedersledamot
- 737. Ernst Danielson
- 575. William Morris Davis
- 576. Wilhelm Dörpfeld
- 577. Gustav Schwalbe
- 578. Georges Perrot  fr:Georges Perrot
- 579. James Bryce
- 580. Albert Abraham Michelson
- 581. Guglielmo Marconi
- 582. Ludvig Wimmer
- 583. Julius von Hann
- 584. Edoardo Brizio  en:Edoardo Brizio

1907
- 738. Svante Samuel Murbeck
- 739. Isak Gustaf Clason
- 740. Vilhelm Carlheim-Gyllensköld
- 585. Ernest Hamy  fr:Ernest Hamy
- 586. Carl Gustaf Estlander
- 587. Theodore William Richards
- 588. Henry Louis Le Chatelier
- 589. Eduard Zeller
- 590. Arthur Evans
- 591. Ernst von Meyer
- 592. Otto Hjelt

1908
- Prins Wilhelm, hertig av Södermanland, hedersledamot
- 741. Gustaf Gröndal
- 742. Henrik Schück
- 743. Gottfrid Billing
- 744. Johan August Harald Hammar
- 745. Carl Magnus Fürst
- 746. Emil Hildebrand
- 747. Oscar Carlgren
- 593. Salomon Reinach
- 594. Vito Volterra
- 595. Heinrich Brunner
- 596. Rudolf Eucken
- 597. Wilhelm von Waldeyer
- 598. Adolf von Harnack
- 599. Joseph John Thomson
- 600. Emil Kraepelin
- 601. Heinrich Müller-Breslau

1909
- 748. Bror Yngve Sjöstedt
- 749. Gustaf Lagerheim
- 602. Henry Fairfield Osborn
- 603. Hans William Scharling  da:H. William Scharling
- 604. Wilhelm Ostwald
- 605. Ernest Lavisse  en:Ernest Lavisse
- 606. Heinrich Bruns
- 607. Franz Eilhard Schulze

### 1910–1919
1910
- 750. Johan Erik Johansson
- 751. Charles Ernest Overton
- 752. Helge von Koch
- 608. Ernest Rutherford
- 609. George Darwin  en:George Darwin
- 610. Marie Curie
- 611. Arnold Lang
- 612. Eugen von Böhm-Bawerk
- 613. Paul Ehrlich
- 614. David Gill
- 615. Hugo de Vries
- 616. Camillo Golgi
- 617. Andrew Lang  en:Andrew Lang

1911
- 753. Hans Oscar Juel
- 754. Johan Gunnar Andersson
- 755. Karl Anders Petrén
- 756. Gustaf Richert
- 757. Johan Christian Moberg
- 758. Carl Arvid Lindström
- 759. Klas Sondén
- 618. John N. Langley  en:John Newport Langley
- 619. Giacomo Ciamician  en:Giacomo Luigi Ciamician
- 620. Alfred Marshall
- 621. Emanuel Nobel, senare svensk ledamot nummer 758½.

1912
- 760. Karl Langenskiöld
- 761. Axel Fredrik Claësson Wachtmeister
- 622. Robert Hadfield
- 623. David Prain  en:David Prain
- 624. Julius von Wiesner
- 625. Bernhard Naunyn  en:Bernhard Naunyn
- 626. David Hilbert
- 627. Ulrich von Wilamowitz-Moellendorff

1913
- 762. Carl Mörner
- 763. Hjalmar Hammarskjöld
- 764. The Svedberg
- 765. Gustaf Dalén
- 766. Axel Kock
- 767. Carl Axel Magnus Lindman
- 628. George William Hill
- 629. Hermann Immanuel Rietschel
- 630. Johan Ludvig William Valdemar Jensen  en:Johan Jensen, da:Johan Ludvig William Valdemar Jensen
- 631. Jean Henri Fabre
- 632. Johannes Christoffer Hagemann Reinhardt Steenstrup  da:Johannes Steenstrup

1914
- 768. Emil Holmgren
- 769. Hans von Euler-Chelpin
- 770. Ivar Fredholm
- 771. Gustav Cassel
- 772. Rutger Sernander
- 633. Jacobus Cornelius Kapteyn
- 634. Harald Westergaard
- 635. Jakob Johannes Sederholm
- 636. Charles Edouard Augustin Imbeaux
- 637. Albin Haller
- 638. George Albert Boulenger
- 639. William Wallace Campbell
- 640. Wilhelm Ramsay
- 641. John Bates Clark  en:John Bates Clark
- 642. Luigi Pigorini

1915
- 773. Hugo von Zeipel
- 774. Carl Swartz
- 643. Johann Wilhelm Spengel
- 644. Henri-Alexandre Deslandres
- 645. David Starr Jordan  en:David Starr Jordan
- 646. Thorvald Johannes Marius Madsen
- 647. Francis Hagerup  en:Francis Hagerup

1916
- 775. Otto Nordenskjöld
- 776. Alfred Pettersson
- 648. Edward Poulton  en:Edward Bagnall Poulton
- 649. Dukinfield Henry Scott
- 650. Santiago Ramón y Cajal
- 651. Adolf Ossian Aschan
- 652. Jules Jean Baptiste Bordet
- 653. Alfred Angot
- 654. William Crookes
- 655. August Gärtner  de:August Gärtner

1917
- 777. Wilhelm Palmær
- 778. Adolf Noreen
- 779. Gustaf Otto Rosenberg
- 656. Anton von Eiselsberg
- 657. Karl Eberhard von Goebel
- 658. Edward Charles Pickering
- 659. Adolf Wagner
- 660. Ernst Leonard Lindelöf  en:Ernst Leonard Lindelöf
- 661. Karl Hermann Struve
- 662. Theodor Curtius
- 663. William Stuart Halsted  en:William Stewart Halsted?

1918
- 780. Nils Wohlin
- 664. Karl Helfferich
- 665. Wilhelm Wien
- 666. Wilhelm Erb

1919
- 781. Adolf Appellöf
- 782. Ludvig Stavenow
- 667. Frederick Soddy
- 668. Hugo von Seeliger
- 669. Georg von Mayr
- 670. Édouard Benjamin Baillaud
- 671. Charles Édouard Guillaume
- 672. Walther Nernst
- 673. Wilhelm Ludvig Johannsen  en:Wilhelm Johannsen
- 674. Charles Doolittle Walcott

### 1920–1929
1920
- 783. Johan Thyrén
- 784. John Forssman
- 785. Hans Wallengren
- 786. Christian Barthel
- 787. Bror Gadelius
- 788. David Davidson
- 675. Johan Herman Lie Vogt
- 676. Jacques Hadamard
- 677. Antonino Borzi
- 678. Harald Høffding
- 679. Svante Elis Strömgren

1921
- 789. Wilhelm Leche
- 790. Carl Wilhelm Oseen
- 791. Nils Svedelius
- 680. Max Rubner
- 681. Julius Lassen
- 682. Max Wilhelm Carl Weber
- 683. Søren Peder Lauritz Sørensen
- 684. Roland Thaxter

1922
- 792. Wilhelm Sjögren
- 793. Manne Siegbahn
- 794. Axel Enström
- 795. Samuel Clason
- 796. Henning Pleijel
- 797. Axel Gavelin
- 798. Frans Kristoffer Kempe
- 685. Max Planck
- 686. August Krogh
- 687. Georges-Fernand Widal
- 688. Jean Baptiste Perrin
- 689. Sigval Schmidt-Nielsen
- 690. Max Wolf

1923
- 799. Carl Gustaf Santesson
- 800. Edvard Jäderin
- 801. Axel Wallén
- 802. Gösta Forssell
- 691. Paul Flechsig
- 692. Hendrik Antoon Lorentz
- 693. Adolf Herluf Winge
- 694. Eduard Meyer
- 695. Eduard Sievers

1924
- 803. Östen Bergstrand
- 804. Carl Benedicks
- 805. Herman Nilsson-Ehle
- 806. Erik Albert Holmgren
- 807. Isak Collijn
- 808. Per Persson
- 696. Ludwig Plate
- 697. Rabbe Axel Wrede
- 698. Willem Einthoven
- 699. Carl Correns
- 700. William Napier Shaw
- 701. Gottlieb Haberlandt
- 702. John Maynard Keynes
- 703. Francis Ysidro Edgeworth

1925
- 809. Teodor Odhner
- 810. Nathan Söderblom
- 811. Johan Sandström
- 812. Ernst Trygger
- 813. Jon Sigurd Curman
- 704. Albrecht Penck
- 705. George Ellery Hale
- 706. Niels Erik Nørlund
- 707. Johan Ludvig Heiberg
- 708. Carl Auer von Welsbach
- 709. Knud Helge Faber
- 710. Oskar von Miller  en:Oskar von Miller
- 711. Ladislaus von Bortkiewicz

1926
- 814. Gustaf Ekman
- 815. Robert Elias Fries
- 816. Evald Lidén
- 817. Torsten Carleman
- 818. Carl Wiman
- 712. Hans Luther
- 713. Charles Scott Sherrington
- 714. Lodewijk Bolk  en:Louis Bolk
- 715. Montagu Collet Norman  en:Montagu Norman, 1st Baron Norman

1927
- 819. Ivar Broman
- 820. Erik Stensiö
- 716. Adolph Erman
- 717. Julius Wagner-Jauregg
- 718. Thomas H. Morgan
- 719. François Antoine Alfred Lacroix
- 720. Louis Dollo
- 721. Charles Nicolle

1928
- 821. Thorsten Thunberg
- 822. K.A. Wallenberg
- 823. Otto von Friesen
- 824. Fritz David Carlson
- 825. Bertil Lindblad
- 826. Filip Åkerblom
- 827. Henrik Munthe
- 828. Henrik Hesselman
- 722. Marcelle Eugène Émile Gley  en:Eugène Gley
- 723. Richard von Wettstein
- 724. Jacob Wackernagel
- 725. Friedrich Becke
- 726. Albert Einstein
- 727. Kristian Erslev
- 728. Paul Walden
- 729. Paul Sabatier
- 730. Niels Bohr

1929
- 829. Nils Holmgren
- 830. Karl Bernhard Wiklund
- 831. Nils von Hofsten
- 832. Martin P:son Nilsson
- 833. Axel Hägerström
- 731. Richard Pfeiffer
- 732. Gilbert Newton Lewis
- 733. Anton Julius Carlson

### 1930–1939
1930
- 834. Edvard Hubendick
- 835. Ludwig Ramberg
- 836. Tore Gustaf Emanuel Lindmark
- 734. Karl Landsteiner
- 735. Gustav Adolf Deissmann

1931
- 837. Erik Wilhelm Hulthén
- 838. Thore Halle
- 839. Gustaf Fredrik Göthlin
- 840. Bengt Ivar Hesselman
- 841. Carl Skottsberg
- 842. Einar Key
- 736. Hans Karl Albert Winkler
- 737. Hans Horst Meyer  de:Hans Horst Meyer
- 738. Gilbert Murray (filolog)
- 739. Ramón Menéndez Pidal
- 740. Robert Williams Wood
- 741. Sidney Frederic Harmer
- 742. Henri Pirenne
- 743. Waldemar Lindgren
- 744. Christen Raunkiær
- 745. Henri Bergson

1932
- 843. Henrik Kreüger
- 844. Eli Filip Heckscher
- 746. Aurel Stodola  en:Aurel Stodola
- 747. Victor Moritz Goldschmidt
- 748. Richard Hesse
- 749. Magnus Bernhard Olsen
- 750. Alexander Loveday
- 751. Richard Willstätter
- 752. Henry Hallett Dale
- 753. Franz Valéry Marie Cumont
- 754. Arthur Stanley Eddington
- 755. Erwin Baur

1933
- 845. Bror Holmberg
- 846. Hans Christian Jacobæus
- 847. Arne Westgren
- 848. Helge Knut Hjalmar Almquist
- 849. Gregori Aminoff
- 756. René Maire
- 757. William Matthew Flinders Petrie
- 758. Ludwig Diels

1934
- 850. Einar Harald Löfstedt
- 851. Axel Edvin Lindh
- 852. Knut Jonas Elias Hesselman
- 853. Daniel Strömholm
- 854. Klas Bernhard Johannes Karlgren
- 759. Godfrey Harold Hardy
- 760. Harvey Cushing
- 761. Sergej Winogradskij  en:Sergei Winogradsky
- 762. Albert Charles Seward
- 763. Reginald Aldworth Daly  en:Reginald Aldworth Daly
- 764. Ernst Fredrik Werner Alexanderson
- 765. Robert Robinson
- 766. Frank Dawson Adams  en:Frank Dawson Adams

1935
- 855. Nils Olof Zeilon
- 856. Gustaf Adolf Ising
- 857. Vagn Walfrid Ekman
- 858. Per Johan Holmquist
- 859. Eilert Ekwall
- 860. Robin Sanno Fåhræus
- 767. Ejnar Hertzsprung
- 768. Archibald Vivian Hill
- 769. Camille Sauvageau  en:Camille Sauvageau
- 770. Bedrich Hrosný  en:Bedřich Hrozný

1936
- 861. Marcel Riesz
- 771. Ulrich Wilcken
- 772. Arthur Smith Woodward
- 773. Peder Oluf Pedersen  en:Peder Oluf Pedersen
- 774. Paul Uhlenhuth  en:Paul Uhlenhuth
- 775. Haaken Hasberg Gran  en:Haaken Hasberg Gran
- 776. Carl Bosch

1937
- 862. Einar Hammarsten
- 863. Arne Beurling
- 864. Sven Ekman
- 777. John Harold Clapham  en:John Clapham
- 778. Carl Jørgen Wesenberg-Lund  da:Carl Wesenberg-Lund
- 779. Johan Huizinga
- 780. Irving Langmuir
- 781. Yrjö Hirn

1938
- 865. Nils Gunnar Frithiofsson Holmgren
- 866. Axel Rudolf Lindblad
- 867. Erik Matteo Prochet Widmark
- 868. Göran Liljestrand
- 869. John Runnström
- 782. Paul Niggli
- 783. Owen Willans Richardson
- 784. Edwin Stephen Goodrich
- 785. Ross Granville Harrison  en:Ross Granville Harrison
- 786. Walter Sydney Adams
- 787. Holger Pedersen
- 788. Peter Boysen Jensen
- 789. John Maurice Clark  en:John Maurice Clark
- 790. Hans Lietzmann
- 791. Harlow Shapley
- 792. Louis de Broglie

1939
- 870. Sven Dag Wicksell
- 871. Gunnar Malmquist
- 872. Lennart von Post
- 873. Johan Harald Kylin
- 874. Bertil Hanström
- 875. Erik Agduhr
- 876. Karl Ragnar Liljeblad
- 877. Per Adolf Geijer
- 878. Gunnar Samuelsson
- 879. Arne Wilhelm Kaurin Tiselius
- 880. Hans W:son Ahlmann
- 881. Sigurd Nauckhoff
- 882. Marcus Wallenberg
- 883. Axel Westman
- 884. Percy Quensel
- 885. Walter Gyllenberg
- 793. Johannes Brønsted
- 794. Artturi Ilmari Virtanen
- 795. Sigurd Kloumann

### 1940–1949
1940
- 886. Gunnar Rudberg
- 887. Gösta Häggqvist
- 888. Bo Östen Undén
- 889. Johan Wilhelm Nordenson
- 890. Nils Antoni
- 891. Hugo Laurell
- 892. Carl Olov Lundblad
- 797. Pentti Eskola
- 798. Knud Aage Buchtrup Sand
- 799. Hermann Stieve

1941
- 893. Arvid Hedvall
- 894. Carl Harald Cramér
- 800. Jarl Axel Wasastjerna
- 801. Thomas Lewis  en:Thomas Lewis (cardiologist)
- 802. Arthur Louis Day  en:Arthur Louis Day
- 803. Harold Urey

1942
- 895. Gudmund Borelius
- 896. Gösta Bagge
- 897. Gunnar Hägg
- 898. Axel Hugo Teodor Theorell
- 804. Ludwig Dreyfus, från 1955 svensk ledamot nummer 988
- 805. Émile Borel
- 806. George de Hevesy, från 1951 svensk ledamot nummer 965
- 807. Øjvind Winge
- 808. Paul Karrer
- 809. Georg von Munthe af Morgenstierne

1943
- 899. H.S. Nyberg
- 900. Henrik G. Lundegårdh
- 901. Karl Myrbäck
- 902. Nils Heribert Nilsson
- 903. Waloddi Weibull
- 904. Elias Melin
- 905. Trygve Nagell
- 906. Leonard Jägerskiöld
- 907. Arne Fredga
- 908. Axel Johannes Malmquist
- 909. Erik Robert Lindahl
- 810. Otto Hahn
- 811. Eino Kaila
- 812. Peter Esch Raaschou
- 813. Werner Wilhelm Jaeger  en:Werner Jaeger
- 814. Johannes Hjelmslev
- 815. William Lawrence Bragg
- 816. Michael Ivanovitch Rostovtzeff
- 817. Elmer McCollum
- 818. Anker Engelund
- 819. Heinrich Wölfflin

1944
- 910. Ragnar Nilsson
- 911. Birger Ekeberg
- 912. Ragnar Granit
- 913. Gottfrid Stålfelt
- 914. Bo Kalling
- 915. Rolf Sievert
- 820. Frederick Orpen Bower  en:Frederick Orpen Bower
- 821. Theodor Mortensen

1945
- 916. Väinö Tanner
- 917. Sixten Bock
- 918. Oskar Benjamin Klein
- 919. Ivar Waller
- 920. Erik Jorpes
- 921. Gunnar Myrdal
- 922. Fredrik Ljungström
- 923. Gert Bonnier
- 924. Håkan Sterky
- 925. Gustaf Bergmark
- 926. Axel Gustaf Emanuel Hultgren
- 822. Harold Spencer Jones  en:Harold Spencer Jones
- 823. Albert Francis Blakeslee  en:Albert Francis Blakeslee
- 824. Henry Ussing
- 825. Bernardo Alberto Houssay
- 826. Lise Meitner, från 1951 svensk ledamot nummer 968
- 827. Albert Joseph Maria Defant  de:Albert Defant
- 828. George Macauley Trevelyan  en:G. M. Trevelyan

1946
- 927. Georg Sigfrid Kahlson
- 928. Nils H. Magnusson
- 929. Åke Olof Åkerlund
- 930. Sven Hörstadius
- 931. Ulf von Euler
- 932. Nils Odhner
- 829. David Meredith Watson  en:D. M. S. Watson
- 830. Herbert Spencer Gasser
- 831. Elmer Drew Merrill  en:Elmer Drew Merrill
- 832. Charles Judson Herrick
- 833. John Chipman
- 834. Hermann Joseph Muller
- 835. Ronald Aylmer Fisher
- 836. Gabriel-Émile Bertrand  fr:Gabriel Bertrand
- 837. Hermann Weyl
- 838. Jacob Viner

1947
- 933. Rudolf Florin
- 934. Bengt Edlén
- 935. Yngve Öhman
- 936. Helge Backlund
- 937. David Enskog
- 938. Harry von Eckermann
- 939. Harald Norinder
- 940. Hilding Köhler
- 941. Tor Harald Bergeron
- 942. Hannes Alfvén
- 943. Olof Rydbeck
- 944. Sven Tunberg
- 839. Ernst Gäumann
- 840. Arthur Holmes
- 841. Karl Fritiof Sundman
- 842. Max von Laue
- 843. Carl-Gustaf Rossby

1948
- 945. Hans Pettersson
- 946. Gunnar Säve-Söderbergh
- 947. Bertil Ohlin
- 948. Harald Nordenson
- 949. Hilding Faxén
- 950. Erik Norin
- 951. Assar Robert Hadding
- 952. Anders Ångström
- 844. John Cockcroft
- 845. Alexander Luther
- 846. Hans Christian Hagedorn
- 847. John Richard Hicks
- 848. Benedetto Croce
- 849. Bjørn Helland-Hansen
- 850. John Edensor Littlewood
- 851. Arthur Stoll  de:Arthur Stoll
- 852. Charlie Dunbar Broad  en:C. D. Broad
- 853. Edward Victor Appleton
- 854. Sydney Chapman
- 855. Jan Hendrik Oort
- 856. Felix Machatschki
- 857. William Henry Lang  en:William Henry Lang
- 858. Jakob Aall Bonnevie Bjerknes  en:Jacob Bjerknes
- 859. Antonino Lo Surdo  it:Antonino Lo Surdo

1949
- 953. Per Eric Lindahl
- 954. Carl Schalén
- 955. Arne Müntzing
- 956. Martin Lamm
- 957. Gustaf Einar Du Rietz
- 860. Beno Gutenberg  en:Beno Gutenberg
- 861. Carl Størmer
- 862. Harold Jeffreys
- 863. Bengt Strömgren
- 864. Robert Broom

### 1950–1959
1950
- 958. Erik Lundberg
- 959. Johan Nordström
- 960. Halvard Liander
- 865. Irving Widmer Bailey
- 866. Ragnar Frisch
- 867. Harald Bohr

1951
- 961. Erik Wellander
- 962. Arthur Montgomery
- 963. Carl Malmström
- 964. Torsten Sjögren
- 965. se år 1942
- 966. Gösta Lundqvist
- 967. Gustaf Troedsson
- 968. se år 1945
- 868. Harry Federley
- 869. Einar Hille
- 870. Paul Alfred Weiss
- 871. Hendrik Anthony Kramers
- 872. Karl Johann Freudenberg

1952
- Prins Bertil, Hertig av Halland, hedersledamot
- 969. Otto Frostman
- 970. Nils Ahnlund
- 971. Åke Pleijel
- 972. Nils Ahrbom
- 873. August Thienemann
- 874. Ernest Orlando Lawrence
- 875. Gunnar Castrén
- 876. Edgar Douglas Adrian
- 877. Karl von Frisch
- 878. Max Born
- 879. Herbert McLean Evans

1953
- 973. Torbjörn Caspersson
- 974. Lars Gårding
- 975. Yngve Zotterman
- 976. Nils Herlitz
- 977. Eric Hultén
- 880. Gerhard Rohlfs
- 881. Louis Massignon
- 882. Olaf Holtedahl
- 883. Giacomo Fauser
- 884. Otto Renner

1954
- 978. Erik Rudberg
- 979. Rickard Sandler
- 980. Yngve Brilioth
- 981. Börje Kullenberg
- 982. Lennart Smith
- 885. Matthias Gelzer  de:Matthias Gelzer
- 886. Louis Hammerich
- 887. Poul Andersen

1955
- 983. John Axel Nannfeldt
- 984. Herbert Olivecrona
- 985. Karl Lang
- 986. Frans Erik Wickman
- 987. Ingvar Andersson
- 988. se år 1942
- 989. Holger Erdtman
- 990. Arthur Thomson
- 888. Jens Christen Clausen  en:Jens Clausen
- 889. Wolfgang Pauli
- 890. Thomas Harper Goodspeed
- 891. Geoffrey Ingram Taylor
- 892. Mervin Joe Kelly  de:Mervin Joe Kelly

1956
- 991. Helmer Gustavson
- 992. Filip Hjulström
- 993. Gunnar Blix
- 994. Arne Ölander
- 893. Theodosius Dobzhansky
- 894. Rolf Nevanlinna
- 895. Carl Ludwig Siegel
- 896. Rolf Nordhagen
- 897. Martinus Woerdeman
- 898. Otto Struve  en:Otto Struve
- 899. William Thomas Astbury  en:William Astbury
- 900. Alexander von Muralt  de:Alexander von Muralt
- 901. Kaj Linderstrøm-Lang  en:Kaj Ulrik Linderstrøm-Lang

1957
- 995. Folke Odqvist
- 996. Lennart Carleson
- 997. Bengt Thordeman
- 902. Lars Onsager
- 903. Frank Macfarlane Burnet
- 904. András Alföldi
- 905. Nicolai Herlofson
- 906. Alan Howard Cottrell  en:Alan Cottrell
- 907. Lloyd Viel Berkner  en:Lloyd Berkner

1958
- 998. Per Thorslund
- 999. Torsten Gustafson
- 1000. Kai Siegbahn
- 1001. Ole Lamm
- 1002. Gösta Jägersten
- 1003. Harry Lundin
- 908. George Edward Raven Deacon  en:George Deacon
- 909. Carl Wilhelm Erich Correns
- 910. Detlev Wulf Bronk  en:Detlev Bronk
- 911. Peter Skautrup
- 912. Cornelis Jacobus Gorter  nl:Cor Gorter

1959
- 1004. Hans Burström
- 1005. Erik Holmberg
- 1006. Torsten Teorell
- 913. Sin-Itiro Tomonaga
- 914. Paul Scherrer  en:Paul Scherrer
- 915. Jens Anton Christiansen

### 1960–1969
1960
- 1007. Albert Wifstrand
- 1008. Ingvar Svennilson
- 1009. Nils Ambolt
- 1010. Herman Wold
- 916. Étienne Wolff  en:Étienne Wolff
- 917. William Owen James
- 918. Georg Henrik von Wright
- 919. John H. van Vleck
- 920. Willard Frank Libby
- 921. Giuseppe Montalenti
- 922. Vladimir Beloussov  en:Vladimir Belousov
- 923. Adolf Remane  de:Adolf Remane

1961
- 1011. Einar Stenhagen
- 1012. Jacob Wallenberg
- 924. Josias Braun-Blanquet
- 925. Knud Jessen  en:Knud Jessen
- 926. Svein Rosseland  en:Svein Rosseland
- 927. Charles Best  en:Charles Best

1962
- 1013. Jan Waldenström
- 1014. Einar Gjerstad
- 1015. Lamek Hulthén
- 1016. Erik Jarvik
- 1017. Bert Bolin
- 928. Walter Reppe
- 929. Bernard Lovell

1963
- 930. Simon Kuznets
- 931. Michael Roberts
- 932. Egil Hylleraas
- 933. Odd Hassel
- 934. Ira Bowen
- 935. Corneille Heymans
- 936. Jerzy Neyman  en:Jerzy Neyman

1964
- 1018. Sten von Friesen
- 1019. Lars Gunnar Sillén
- 1020. Jöran Ramberg
- 1021. Gunnar Hoppe
- 1022. Nils Hast
- 1023. Nils Ryde
- 1024. Carl H. Lindroth
- 1025. Börje Uvnäs
- 1026. Sven Gavelin
- 1027. Nils Fries
- 937. Olav Ahlbäck
- 938. Harry Godwin
- 939. Lars Valerian Ahlfors
- 940. Thomas Maxwell Harris en:Thomas Maxwell Harris

1965
- 1028. Stig Claesson
- 1029. Dag Norberg
- 1030. Nils Svartholm
- 1031. Sune Bergström
- 1032. Gösta Liljequist
- 1033. Sven Brohult
- 941. Arne Noe-Nygaard
- 942. Ernest Labrousse  en:Ernest Labrousse
- 943. Jule Charney

1966
- 1034. Ulf Grenander
- 1035. Åke Gustafsson
- 1036. Gunnar Källén
- 1037. Sten Lindroth
- 944. Cecil Tilley  en:Cecil Edgar Tilley
- 945. Pjotr Kapitsa

1967
- 1038. Ingvar Lindqvist
- 1039. Bengt Lindberg
- 1040. Ivar Hessland
- 1041. Henning Weimarck
- 1042. Folke Fagerlind
- 1043. Erik Björkman
- 1044. Sven Kjöllerström
- 1045. Albert Levan
- 1046. Torgny Segerstedt
- 1047. Uno Lamm
- 1048. Olof Samuelson
- 1049. Jörgen Lehmann
- 1050. Carl Gustaf Ahlström
- 1051. Arne Engström
- 1052. Lars Leksell
- 1053. Jonas Linde
- 1054. Erik Ingelstam
- 1055. Hans Ramberg

1968
- 1056. Sven Hjelmqvist
- 1057. Hugo Sjörs
- 1058. Börje Åberg
- 1059. Tryggve Gustafsson
- 1060. Olov Lindberg
- 1061. Lars Hörmander
- 1062. Sven Gard
- 1063. Carl Gustaf Bernhard
- 1064. Bengt Gustafsson
- 1065. Ernst Bárány
- 1066. Åke Wallenquist
- 1067. Per Olof Lindblad
- 1068. Hjalmar Frisk
- 1069. Gösta Selling
- 1070. Nils Gralén
- 1071. Bengt Andersson
- 1072. Eric Kugelberg
- 1073. Örjan Ouchterlony
- 946. Konrad Lorenz
- 947. Heinz Maier-Leibnitz
- 948. Christian Møller
- 949. Edoardo Amaldi
- 950. Otto Heckman
- 951. Maurice Huggins
- 952. Britton Chance  en:Britton Chance
- 953. Asbjørn Følling
- 954. William Rushton  en:W. A. H. Rushton
- 955. Fritz Buchthal  de:Fritz Buchthal
- 956. Ragnar Nicolaysen

1969
- 1074. Per-Olov Löwdin
- 1075. Sten Karling
- 1076. Wilhelm Rodhe
- 1077. Lars Silén
- 1078. Lars Brundin
- 1079. Gösta Ekspong
- 1080. Per Olof Ekelöf
- 1081. Ernst Söderlund
- 1082. Sven Malmström
- 957. Francis Schmitt  en:Francis O. Schmitt
- 958. Jean-Pierre Lehman
- 959. Daniel I. Arnon
- 960. Jannik Bjerrum
- 961. Jean Roche
- 962. Alan Walsh

### 1970–1979
1970
- 1083. Henry Wallman
- 1084. Sven Johansson
- 1085. Sune Berndt
- 1086. Arne Magnéli
- 1087. Bo G. Malmström
- 963. Abdus Salam
- 964. Folke Skoog

1971
- 1088. Assar Lindbeck
- 1089. Torsten Hägerstrand
- 1090. Gerhard Regnéll
- 965. Jørgen Christian Pedersen
- 966. Juri Linnik
- 967. Raúl Prebisch en:Raúl Prebisch
- 968. Sigurður Þórarinsson  en:Sigurður Þórarinsson
- 969. Karl Heinz Rechinger
- 970. Lincoln Constance
- 971. Katherine Esau en:Katherine Esau

1972
- 1091. Rune Grubb
- 1092. Alf Nyberg
- 1093. Tord Elvius
- 1094. Alf Johnels
- 1095. Ulf Borell
- 1096. Sigvard Eklund
- 1097. Tord Ganelius
- 1098. Jerker Porath
- 1099. Torsten Husén
- 1100. Sune Carlson
- 1101. Ragnar Bentzel
- 1102. Göran Bergson
- 1103. Salo Gronowitz
- 972. George Ledyard Stebbins  en:G. Ledyard Stebbins
- 973. Willi Hennig
- 974. Glenn T. Seaborg
- 975. Lev Artsimovich en:Lev Artsimovich
- 976. Michael Atiyah
- 977. John Edsall en:John Tileston Edsall
- 978. Carl Djerassi en:Carl Djerassi
- 979. Tetsuo Nozoe
- 980. Frithiof Niordson
- 981. John R. Pierce
- 982. Masao Minato
- 983. Harald Wergeland

1973
- 1104. Jörgen Westerståhl
- 1105. Ragnar Edenman
- 1106. Åke Sundborg
- 1107. Roland Kiessling
- 1108. Sture Forsén
- 1109. Stig Lundqvist
- 1110. Erik Lönnroth
- 1111. Torsten Hemberg
- 984. Jacques Monod
- 985. Alan L. Hodgkin
- 986. Giuseppe Moruzzi
- 987. Irvine Page en:Irvine Page
- 988. John Clarke Slater
- 989. Victor Ambartsumian en:Viktor Hambardzumyan
- 990. Subramanyan Chandrasekhar

1974
- 1112. Carl Nordling
- 1113. Sven-Gösta Nilsson
- 1114. Bo Lehnert
- 1115. Lars Ernster
- 1116. Sture Fronæus
- 1117. Richard Arthur Reyment
- 1118. Arne Hagberg
- 1119. Vidar Thomée
- 1120. Heinz-Otto Kreiss
- 1121. Bengt Westerlund
- 1122. Hemming Virgin
- 1123. Gunnar Harling
- 1124. Karl Björling
- 1125. Arne Lindroth
- 1126. Karl-Georg Nyholm
- 1127. Bertil Kullenberg
- 1128. Erik Dahl
- 1129. Rolf Luft
- 1130. Christian Jacobæus
- 1131. Karl Gustav Jöreskog
- 1132. Gunnar Nybrant
- 1133. Bengt Hultqvist
- 1134. Wilhelm Odelberg
- 1135. Anders Wedberg
- 1136. Hans Wilhelmsson
- 1137. Ivar Olovsson
- 1138. Anders Ehrenberg
- 1139. Valter Schytt
- 1140. Karl-Erik Larsson
- 1141. Sixten Abrahamsson
- 1142. Rolf Santesson
- 1143. Carl Olof Tamm
- 1144. Carl-Bertil Laurell
- 1145. Bo Holmstedt
- 1146. Lars Melander
- 1147. Erik Dahmén
- 1148. Lars Werin
- 1149. Ingmar Bergström
- 1150. Lennart Minnhagen
- 1151. Tor Karling
- 1152. Per Brinck
- 991. Gustav Elfving
- 992. Izrail Gelfand en:Israel Gelfand
- 993. Jacques Oudin
- 994. Derek Denton  en:Derek Denton
- 995. Aage Bohr
- 996. Olli Lounasmaa
- 997. Børge Bak
- 998. Otto Bastiansen
- 999. Anders Kjær
- 1000. Nils Andreas Sørensen en:Nils Andreas Sørensen
- 1001. Per Scholander
- 1002. Nikolaj Emanuel
- 1003. Alexander Gerschenkron
- 1004. Roy Harrod en:Roy Harrod
- 1005. Leif Johansen en:Leif Johansen
- 1006. Léon Van Hove en:Léon Van Hove

1975
- 1153. Torgny Säve-Söderbergh
- 1154. Aina Elvius
- 1155. Gunnar Larsson-Leander
- 1156. Rolf Zetterström
- 1157. Hans Forssman
- 1158. Carl-Göran Hedén
- 1159. Ingvar Lindgren
- 1160. Alf Sjölander
- 1161. Guy von Dardel
- 1162. Uno Willers
- 1163. Måns Ryberg
- 1164. Carl-Gunne Fälthammar
- 1165. Gösta Carlsson
- 1166. Gunnar Svärdson
- 1167. Jan Lindsten
- 1168. Georg Klein
- 1169. Arvid Carlsson
- 1170. Lars Gyllensten
- 1007. Gustaf Arrhenius
- 1008. Klaus Oswatitsch de:Klaus Oswatitsch
- 1009. Aleksandr Vinogradov
- 1010. Edward Slater

1976
- 1171. Bengt-Owe Jansson
- 1172. Rolf Edberg
- 1173. Jan Hellner
- 1174. Lars Ehrenberg
- 1175. Jan Hult
- 1176. Gunnar Engström
- 1177. Ragnar Olsson
- 1011. Boris Kadomtsev
- 1012. Robert K. Merton

1977
- 1178. Björn Folkow
- 1179. Bengt Hamdahl
- 1180. Carl-Johan Clemedson
- 1181. Peter Reichard
- 1013. Harrison Shull
- 1014. Jacques Friedel fr:Jacques Friedel
- 1015. Kenneth Emery
- 1016. John Nye  en:John Nye (scientist)

1978
- 1182. Ingemar Ståhl
- 1183. Inga Fischer-Hjalmars
- 1184. Kerstin Fredga
- 1185. Bengt Nagel
- 1186. Hermann Grimmeiss
- 1017. Raimond Castaing
- 1018. Henry Kunkel
- 1019. Jérôme Lejeune  en:Jérôme Lejeune
- 1020. Janos Szentágothai  en:János Szentágothai
- 1021. Hamao Umezawa  en:Hamao Umezawa

1979
- 1187. Arne Lundqvist
- 1188. Gunnar Fant
- 1189. Eric Welin
- 1190. Erik Eriksson
- 1191. Lars Block
- 1192. David Magnusson
- 1193. Kjell Fuxe
- 1194. Lennart Philipson
- 1195. Jan Erik Kihlström
- 1196. Carl-Olof Jacobson
- 1197. Tor Ørvig
- 1198. Anders Enemar
- 1022. Paul Hagenmuller
- 1023. Atle Selberg

### 1980–1989
1980
- 1199. Olof Hörmander
- 1200. Gunnar Hambraeus
- 1201. Sven Björk
- 1202. Albin Lagerqvist
- 1203. Stig Ramel
- 1204. Marianne Rasmuson
- 1205. Kerstin Lindahl-Kiessling
- 1206. Ernst Michanek
- 1207. Jan Lundqvist
- 1208. Tore Browaldh
- 1209. Carl-Ivar Brändén
- 1210. Kurt Boström
- 1211. Anders Rapp
- 1212. Inge Jonsson
- 1213. Gunnar Eriksson
- 1024. Diter von Wettstein
- 1025. Karl-Georg Wingstrand
- 1026. Henrik Wallgren
- 1027. Howard T. Odum  en:Howard T. Odum
- 1028. Kun Huang en:Kun Huang
- 1029. János Kornai
- 1030. Arnold Anderson
- 1031. Denys Wilkinson
- 1032. Alfred O.C. Nier en:Alfred O.C. Nier
- 1033. Georg Borgström
- 1034. Pierre Grimal en:Pierre Grimal
- 1035. Mary Leakey
- 1036. David M. Wilson

1981
- 1214. Olov Hedberg
- 1215. Bengt Samuelsson
- 1216. Erling Norrby
- 1217. Tore Gullstrand
- 1218. Torbjörn Westermark
- 1219. Jan Högbom
- 1220. Karl-Göran Mäler
- 1221. Jan-Erik Roos
- 1222. Lars Olof Björn
- 1223. Hellmuth Hertz
- 1224. Kjell Härnqvist
- 1225. Dag Prawitz
- 1226. Staffan Helmfrid
- 1037. Gerhard Herzberg
- 1038. Kai Otto Donner
- 1039. Pierre Grabar
- 1040. Jürgen Moser en:Jürgen Moser
- 1041. Mieczysław Klimaszewski
- 1042. Tuzo Wilson en:John Tuzo Wilson
- 1043. Herbert Hensel
- 1044. Jean-Pierre Serre
- 1045. Henri Cartan
- 1046. James Van Allen
- 1047. Daniel E. Koshland Jr. en:Daniel E. Koshland, Jr.
- 1048. Guy Ourisson  fr:Guy Ourisson
- 1049. Aksel Wiin-Nielsen en:Aksel C. Wiin-Nielsen
- 1050. Ernst H. Gombrich
- 1051. Sjur Brækhus  no:Sjur Brækhus

1982
- 1227. Peder Kierkegaard
- 1228. Torgny Greitz
- 1229. Torvard C. Laurent
- 1230. David Ottoson
- 1231. Mats Hillert
- 1232. Tage Eriksson
- 1233. Erik Karlsson
- 1234. Tore Vänngård
- 1235. Roland Gorbatschev
- 1236. Lennart Jörberg
- 1052. Enrico Bombieri
- 1053. Günther Sterba de:Günther Sterba
- 1054. Peter Raven en:Peter H. Raven
- 1055. Eytan Sheshinski
- 1056. Gerson Goldhaber en:Gerson Goldhaber

1983
- 1237. Bengt Gustafsson
- 1238. Arne Ardeberg
- 1239. Ragnar Fänge
- 1240. Carl-Gustaf Andrén
- 1241. Jaak Peetre
- 1242. Staffan Ulfstrand
- 1243. Leif Lewin
- 1244. Bertil Bengtsson
- 1245. Bo Döös
- 1246. Jan Olof Stenflo
- 1247. Ulf Lagerkvist
- 1248. Viktor Mutt
- 1249. Lennart Eliasson
- 1250. Bertil Åberg
- 1057. William T. Stearn  en:William T. Stearn
- 1058. Derek Price en:Derek J. de Solla Price
- 1059. Arne Wyller
- 1060. Robert Williams
- 1061. James Samuel Coleman en:James Samuel Coleman
- 1062. Heinz Ellenberg en:Heinz Ellenberg
- 1063. Gordon Goodman

1984
- 1251. Torkel Wallmark
- 1252. Nils Ringertz
- 1253. Tore Frängsmyr
- 1254. Cecilia Jarlskog
- 1255. Nils Malmer
- 1256. Rolf Elofsson
- 1257. Lars Engwall
- 1258. Bertil Nordenstam
- 1259. Björn Roos
- 1260. Ingmar Grenthe
- 1261. Johannes Sjöstrand
- 1262. Börje Wickberg
- 1263. Jan Pontén
- 1064. Per Stenius
- 1065. Arne Semb-Johansson
- 1066. Humphry Greenwood
- 1067. Fredrik Julius Billeskov Jansen da:F.J. Billeskov Jansen
- 1068. Bertram Brockhouse

1985
- 1264. Bengt Rånby
- 1265. Tor Ragnar Gerholm
- 1266. Germund Tyler
- 1267. Per-Åke Albertsson
- 1268. Maurits Lindström
- 1269. Ulf Pettersson
- 1270. Curt Nicolin
- 1271. Sten Gustafsson
- 1272. Stig Rundqvist
- 1273. Tomas Hökfelt
- 1274. Johan Stenflo
- 1069. Klaus Biedermann
- 1070. Olavi Granö
- 1071. Richard Lerner  en:Richard Lerner
- 1072. Jean-Pierre Changeux  en:Jean-Pierre Changeux
- 1073. George Kish
- 1074. Roy Booth
- 1075. Friedhart Klix  de:Friedhart Klix
- 1076. Roald Hoffmann
- 1077. Agnar Sandmo

1986
- 1275. Mårten Landahl
- 1276. Rolf Dahlgren
- 1277. Gunnar Öquist
- 1278. Jan-Erik Edström
- 1279. Hans Boman
- 1280. Sven Olving
- 1281. Karl Johan Åström
- 1282. Indrek Martinson
- 1283. Jan S. Nilsson
- 1284. Kåre Larsson
- 1285. Lars H Zetterberg
- 1078. Klaus Müller
- 1079. Roald Sagdeev en:Roald Sagdeev

1987
- 1286. Lars Terenius
- 1287. Göran Holm
- 1288. Urban Dahllöf
- 1289. Bengt-Christer Ysander
- 1290. Åke Öberg
- 1291. Claes Ramel
- 1292. Dainis Dravins
- 1293. John O Norrman
- 1294. Eva Klein
- 1295. Hans Wigzell
- 1296. Staffan Normark
- 1297. Göran Malmqvist
- 1298. Britt-Marie Sjöberg
- 1299. Kurt Nordström
- 1300. Bertil Daneholt
- 1301. Ulf Lindahl
- 1302. Ulf Hannerz
- 1080. Pierre Chambon
- 1081. James B. Wyngaarden  en:James Wyngaarden
- 1082. John L. Heilbron  en:John L. Heilbron
- 1083. Takashi Sugimura
- 1084. Paul Greengard
- 1085. Johannes Vliegenthart

1988
- 1303. Lennart Eberson
- 1304. Anders Wijkman
- 1305. Olle Bosemark
- 1306. Rolf Boström
- 1307. Bertil Aronsson
- 1308. Nils-Herman Schöön
- 1309. Per Carlson
- 1310. Tord Claeson
- 1311. Ingemar Lundström
- 1086. Gene Likens  en:Gene Likens
- 1087. Lodewyk Woltjer
- 1088. Alfred Jost
- 1089. Charles Kurland, från 2002 svensk ledamot nummer 1306½

1989
- 1312. Gunnar Brodin
- 1313. Stig Strömholm
- 1314. Bertram Broberg
- 1315. Lars E. O. Svensson
- 1316. Lars-Göran Nilsson
- 1317. Tore Scherstén
- 1318. Anders Björklund
- 1319. Sten Orrenius
- 1320. Alf A. Lindberg
- 1321. Kerstin Hall
- 1322. Torsten Almén
- 1323. Tomas Lindahl
- 1324. Björn E. Berglund
- 1325. Henning Rodhe
- 1326. Bertil Andersson
- 1327. Torbjörn Norin
- 1328. Hans Bennich
- 1329. Uno Lindberg
- 1330. Karl Fredga
- 1331. Stefan Nilsson
- 1332. Thomas Rosswall
- 1333. Peter Jagers
- 1090. Barbara Cannon
- 1091. Dale W. Jorgenson  en:Dale W. Jorgenson
- 1092. Horst Albach  de:Horst Albach
- 1093. Wolf Lepenies  en:Wolf Lepenies
- 1094. James G March
- 1095. Dan Laksov
- 1096. David Phillips en:David Chilton Phillips
- 1097. Bruno Straub
- 1098. Ludwig D. Faddeev  en:Ludvig Faddeev
- 1099. Maurice Jacob  fr:Maurice Jacob
- 1100. Bruce N. Ames
- 1101. Olle Björkman
- 1102. Walter Gehring  en:Walter Jakob Gehring
- 1103. Ralf F. Pettersson
- 1104. Ghillean Prance en:Ghillean Prance
- 1105. Jeff Schell en:Jozef Schell
- 1106. Floyd Bloom en:Floyd E. Bloom
- 1107. Morten Harboe
- 1108. Masao Ito
- 1109. Helen Muir en:Helen Muir
- 1110. Rudolf Rigler
- 1111. Mildred Stahlman en:Mildred T. Stahlman
- 1112. Richard Willems
- 1113. Jean Blondel

### 1990–1999
1990
- 1334. Bertil Näslund
- 1335. Gunnar Törnqvist
- 1336. Glenn Björk
- 1337. Janne Carlsson
- 1338. Nils Åslund
- 1339. Jan Svartvik
- 1340. Ronny Ambjörnsson
- 1341. Per Martin-Löf
- 1342. Bengt Jonsell
- 1343. Lennart Stenflo
- 1344. Sven Kullander
- 1345. Christer Kiselman
- 1346. Anita Aperia
- 1347. Torsten Ekedahl
- 1348. Lars Ramqvist
- 1349. Rickard Lundin
- 1350. Anders Stigebrandt
- 1351. Jan Bergström
- 1114. Jean-François Battail
- 1115. Heinz Goerke
- 1116. Toru Yano
- 1117. Eddy van der Maarel
- 1118. Venkatraman Radhakrishnan en:Venkatraman Radhakrishnan
- 1119. Gerhard Haerendel
- 1120. Paul Malliavin en:Paul Malliavin
- 1121. Saburo Nagakura
- 1122. Reinhold Schuch
- 1123. Klaus Hasselmann en:Klaus Hasselmann

1991
- 1352. Lars Rask
- 1353. Lars Ericson
- 1354. Carl-Henrik Heldin
- 1355. Arne Holmgren
- 1356. Arne Johansson
- 1357. Sune Svanberg
- 1358. Birgit Arrhenius
- 1359. Kerstin Niblaeus
- 1360. Stig Andersson
- 1361. Nils Runeby
- 1362. Sten Andersson
- 1363. Bengt Nordén
- 1364. Per Ahlberg
- 1365. Ove Lundgren
- 1124. Guido Calabresi en:Guido Calabresi
- 1125. Endel Tulving  en:Endel Tulving
- 1126. Alexej Sitenko
- 1127. Dagfinn Føllesdal
- 1128. James D. Bjorken  en:James Bjorken
- 1129. Per Garegg
- 1130. Martin Trow
- 1131. Partha Dasgupta  en:Partha Dasgupta
- 1132. Albert de la Chapelle
- 1133. Per Andersen

1992
- 1366. Roland von Bothmer
- 1367. Hans Annersten
- 1368. Wibjörn Karlén
- 1369. Hans Ryde
- 1370. Mats Sonesson
- 1371. Erik Sandewall
- 1372. Stig Hagström
- 1373. Per Siegbahn
- 1134. Nikolay Vorontsov
- 1135. Robert Weinberg
- 1136. Paul J. Crutzen
- 1137. Laust B. Pedersen
- 1138. Vitalij Goldanskij
- 1139. Mårten Wikström

1993
- 1374. Torsten Persson
- 1375. Georg Gustafsson
- 1376. Claes Fransson
- 1377. Alf Samuelsson
- 1378. Gustaf Lindencrona
- 1379. Torleif Ericson
- 1380. Sten Grillner
- 1381. Peter Nilson
- 1382. Jan-Eric Gustafsson
- 1383. Mathias Uhlén
- 1384. Jan-Otto Carlsson
- 1385. Astrid Gräslund
- 1386. Lennart Bengtsson
- 1140. Martin Rees

1994
- 1387. Svante Janson
- 1388. L. Gunnar W. Bergström
- 1389. Per Peterson
- 1390. Svante Lindqvist
- 1391. Göran Andersson
- 1392. Björn Lindman
- 1393. Robert Erikson
- 1394. Lars Thelander
- 1395. Håkan Wennerström
- 1141. Tom Fenchel  en:Tom Fenchel
- 1142. Willi Dansgaard  en:Willi Dansgaard
- 1143. Otto Vogl
- 1144. Dilip Mahalanabis  en:Dilip Mahalanabis

1995
- 1396. Rolf Hallberg
- 1397. Christer Sundqvist
- 1398. Bengt Westermark
- 1399. Lennart Ljung
- 1400. Björn Dahlbäck
- 1401. Göran Scharmer
- 1402. Ingolf Lindau
- 1403. Peter Erman
- 1404. Lars Calmfors
- 1145. Torsten Wiesel
- 1146. Paul B. Baltes
- 1147. Robert Fraser

1996
- 1405. Mats Jonson
- 1406. Joseph Nordgren
- 1407. Birgitta Bergman
- 1408. Torbjörn Fagerström
- 1409. Björn Vennström
- 1410. Sven Torbjörn Lagerwall
- 1411. Björn Engquist
- 1412. Hans Wallin
- 1413. Bo Sundqvist
- 1414. Sven-Olof Holmgren
- 1415. Eva Österberg
- 1416. Catharina Svanborg
- 1417. Thomas Olivecrona
- 1418. Suad Efendic
- 1419. Michael Sohlman
- 1420. Jan-Erling Bäckvall
- 1148. James McCarthy  en:James J. McCarthy
- 1149. Else Marie Friis
- 1150. George H. Denton
- 1151. Surendra Saxena
- 1152. Alexander J. Dessler
- 1153. David Buckingham  en:A. David Buckingham

1997
- 1421. Börje Johansson
- 1422. Björn Jonson
- 1423. Östen Dahl
- 1424. Karin Johannisson
- 1425. Kåre Bremer
- 1426. Hans Wolf-Watz
- 1427. Bengt Söderström
- 1428. Lars Brink
- 1429. Göran Marklund
- 1430. Jan-Åke Gustafsson
- 1431. Bert Allard
- 1432. Leif Wastenson
- 1433. Gunnar von Heijne
- 1434. Anders Liljas
- 1435. Marcus Storch
- 1154. Harry B. Gray
- 1155. Gottfried Schatz  en:Gottfried Schatz
- 1156. Valentine Telegdi en:Valentine Telegdi
- 1157. Francis Sejersted
- 1158. William R. Shea es:William René Shea
- 1159. Abraham Pais
- 1160. John H. Black
- 1161. Crawford Stanley Holling en:C. S. Holling
- 1162. Carl R. Woese

1998
- 1436. David G. Gee
- 1437. Lars Bergström
- 1438. Erik Kollberg
- 1439. Ingrid Sandahl
- 1440. Christina Moberg
- 1441. Göran Lindblom
- 1442. Jörgen Weibull
- 1443. Arne Öhman
- 1444. Felix Mitelman
- 1163. Ib Madsen
- 1164. Winifred Watkins en:Winifred Watkins

1999
- 1445. Anders Björner
- 1446. Dan Brändström
- 1447. P.C. Jersild
- 1448. Harry Frank
- 1449. Karl-Gustaf Löfgren
- 1450. Kjell Goldmann
- 1451. Karin Markides
- 1452. Sture Nordholm
- 1453. Bo Angelin
- 1454. Barbara Czarniawska
- 1455. Arne V. Johansson
- 1456. Christer Wiklund
- 1165. Hans Frauenfelder  en:Hans Frauenfelder
- 1166. Stig Stenholm
- 1167. James L. Massey  en:James Massey

## 2000-talet

### 2000–2009
2000
- 1457. Thomas Edlund
- 1458. Svante Pääbo
- 1168. Alexander N. Skrinskiy  en:Alexander Skrinsky
- 1169. T. Alwyn Jones  en:Alwyn Jones
- 1170. Paolo Galluzzi
- 1171. William Fulton  en:William Fulton
- 1172. Ilkka Hanski
- 1173. Peter Lawrence  en:Peter Lawrence (biologist)

2001
- 1459. Anders Melin
- 1460. Johan Håstad
- 1461. Björn Malmgren
- 1462. Stefan Claesson
- 1463. Lars Larsson
- 1464. Denny Vågerö
- 1465. Lars Bergström
- 1466. Hans Rickman
- 1467. Bengt Kasemo
- 1468. Arne Wittlöv
- 1174. Timo Teräsvirta
- 1175. John H. Goldthorpe  en:John Goldthorpe
- 1176. Bengt Holmström
- 1177. Sheldon Rothblatt
- 1178. Olga Botner

2002
- 1469. Svante Björck
- 1470. Görel Cavalli-Björkman
- 1471. Carl Folke
- 1472. Dan-Eric Nilsson
- 1473. Leif Andersson
- 1474. Malte Andersson
- 1475. Torgny Håstad
- 1476. Vladimir Maz'ya  en:Vladimir Gilelevich Maz'ya
- 1477. Dick Heinegård
- 1478. Jan Holmgren
- 1479. Lena Claesson-Welsh
- 1306½. Charles Kurland, invald som utländsk ledamot 1988
- 1480. Anne-Marie Hermansson, första kvinnan i klass VIII (teknik)
- 1481. Nils Mårtensson
- 1482. Sven Lidin
- 1483. Torbjörn Frejd
- 1484. Jan-Olof Eklundh
- 1485. Claes-Göran Granqvist
- 1486. Christer Svensson
- 1487. Bertil Gustafsson
- 1179. Henrik Meinander
- 1180. Peter Crane  en:Peter Crane
- 1181. Terry V. Callaghan
- 1182. Roger-Maurice Bonnet

2003
- 1488. Georgia Destouni, första kvinnan i klass V (geovetenskaper)
- 1489. Stefan Bengtson
- 1490. Helena Edlund
- 1491. Hans Jörnvall
- 1492. Erna Möller
- 1493. Bertil Fredholm
- 1494. Bo Berndtsson
- 1495. Per Krusell
- 1496. Lars Bäckman
- 1183. Dan-Olof Riska
- 1184. Thomas DaCosta Kaufmann
- 1185. Hiroyuki Yoshikawa
- 1186. Ahmed Zewail
- 1187. Wolfgang Wahlster  en:Wolfgang Wahlster
- 1188. Rita Colwell
- 1189. Graham Goodwin
- 1190. Nobuhide Kasagi
- 1191. Ursula Keller  de:Ursula Keller (Physikerin)
- 1192. James Barber  en:James Barber (biochemist)

2004
- 1497. Leif Anderson
- 1498. Wlodek Rabinowicz
- 1499. Roland S. Johansson
- 1500. Lars Lannfelt
- 1501. Per Olof Hulth
- 1502. Karna Lidmar-Bergström
- 1503. Marcus Aldén
- 1504. Tuula Teeri
- 1505. Göran Stemme
- 1506. Olle Häggström
- 1507. Bertil Holmlund
- 1508. Göran Hoppe
- 1509. Lars Magnusson
- 1510. Måns Ehrenberg
- 1511. Sara Linse
- 1193. Anne L'Huillier
- 1194. Michael Thorndyke
- 1195. Peter Ekblom
- 1196. Jeremy J. Burdon
- 1197. Bruce R. Levin
- 1198. James E. Darnell  en:James E. Darnell
- 1199. Stephen R. Carpenter
- 1200. Tore Ellingsen

2005
- 1512. Elisabeth Rachlew
- 1513. Göran Sandberg
- 1514. Siv Andersson
- 1515. Thomas Nyström
- 1516. Anders Bárány
- 1201. Catherine Cesarsky
- 1202. Karl Tryggvason
- 1203. Jeffrey M. Friedman
- 1204. Elizabeth Thomson
- 1205. Eleanor Campbell

2006
- 1517. Lars Samuelson
- 1518. Claes Fahlander
- 1519. Jan Backman
- 1520. Sten-Åke Elming
- 1521. Lennart Persson
- 1522. Maria Masucci
- 1523. Nils-Göran Larsson
- 1524. Lars Björck
- 1525. Björn Wittrock
- 1526. Gunnar Karlström
- 1527. Anders Hallberg
- 1528. Christer Jönsson
- 1529. Kurt Johansson
- 1530. Olle Inganäs
- 1531. Carsten Peterson
- 1532. Ingemar Renberg
- 1206. Andrea Rinaldo
- 1207. Helga Nowotny
- 1208. Yoshinori Yasuda
- 1209. Padma Kant Shukla

2007
- 1533. Michael Benedicks
- 1534. Holger Rootzén
- 1535. Anders Szepessy
- 1536. Per Delsing
- 1537. Barbro Åsman
- 1538. Fredrik Ronquist
- 1539. Ove Eriksson
- 1540. Ulf Landegren
- 1541. Dan Larhammar
- 1542. Lena Kjellén
- 1543. Hans Hertz
- 1544. Hans Olofsson
- 1545. Göran K. Hansson
- 1546. Hans-Olov Adami
- 1547. Petter Minnhagen
- 1548. Dag Westerståhl
- 1549. Martin Kylhammar
- 1550. Peter Brzezinski
- 1551. Kersti Hermansson
- 1552. Ann-Christine Syvänen
- 1553. Sven Enerbäck
- 1554. Christer Betsholtz
- 1555. Lars Wallentin
- 1556. Jakob Svensson
- 1557. Mats Persson
- 1558. Suzanne Wennberg
- 1559. Anders Malmberg
- 1560. Udo Zander
- 1561. Jan O. Jonsson
- 1210. Peter W. Jones
- 1211. László Lovász
- 1212. Idun Reiten
- 1213. Carl Gustav Gahmberg
- 1214. Steven M. Girvin
- 1215. John Broome
- 1216. Tamas Bartfai
- 1217. Andre Gingrich
- 1218. Walter Müller
- 1219. Walter W. Powell
- 1220. Risto Näätänen

2008
- 1562. Gunnar Ingelman
- 1563. Daniel Tarschys
- 1564. Sheila Kirkwood
- 1565. Per-Olof Berggren
- 1566. Olle Lindvall
- 1567. Catharina Larsson
- 1568. Mats Viberg
- 1569. Kerstin Lidén
- 1570. Anders Lindroth
- 1571. Björn von Sydow
- 1572. Claes Gustafsson
- 1573. Torleif Härd
- 1574. Lars Nyberg
- 1575. Nils Dencker
- 1576. Thomas Perlmann
- 1577. Ann-Mari Svennerholm
- 1578. Arne Jarrick
- 1221. Lene Vestergaard Hau
- 1222. Oded Schramm
- 1223. Eigil Friis-Christensen
- 1224. Veerabhadran Ramanathan
- 1225. Jason Shogren

2009
- 1579. Lars Hultman
- 1580. Lennart Lindegren
- 1581. Stanislav Barabash
- 1582. Mats Larsson
- 1583. Ulf Danielsson
- 1584. Birgitta Bremer
- 1585. Ylva Engström
- 1586. Åke Nordlund
- 1587. Thors Hans Hansson
- 1588. Nina Burton
- 1589. Pär Nordlund
- 1590. Thomas Aronsson
- 1591. Johan Åqvist
- 1592. Lars Tranvik
- 1593. Klas Kärre
- 1594. Juleen Zierath
- 1595. Peter Gärdenfors
- 1226. Jean Bourgain
- 1227. Pierre Deligne
- 1228. Reiko Kuroda

### 2010–2019
2010
- 1596. Olle Eriksson
- 1597. Birgitta Tullberg
- 1598. Lena Marcusson
- 1599. Gunnar Wetterberg
- 1600. Eva Ström
- 1601. Lars Wieslander
- 1602. Claes-Göran Wahlström
- 1603. Johan Celsing
- 1604. Li Bennich-Björkman
- 1605. Göran Östlin
- 1606. Anna-Karin Tornberg
- 1607. Tobias Ekholm
- 1608. Villy Sundström
- 1609. Peter Somfai
- 1610. Mikael Oliveberg
- 1611. Deliang Chen
- 1612. Johan Kleman
- 1613. Hans Ellegren
- 1614. Bill Hansson
- 1615. Kerstin Johannesson
- 1616. Thomas Laurell
- 1617. Krister Holmberg
- 1229. Simon K. Donaldson
- 1230. Paula Eerola

2011
- 1618. Eva Olsson
- 1619. Francisco Lacerda
- 1620. Anders Tunlid
- 1621. Olle Kämpe
- 1622. Jonas Frisén
- 1623. Stefan Svallfors
- 1625. Leif Groop
- 1626. Magnus Berggren
- 1627. Danica Kragic
- 1231. David Haviland
- 1232. Jon Magne Leinaas
- 1233. Mee-Mann Chang
- 1234. Marie-José Gaillard-Lemdahl
- 1235. Martin Whitehouse
- 1236. Pekka Pyykkö
- 1237. Kari Alitalo
- 1238. Fred H. Gage

2012
- 1628. Per Ahlberg
- 1629. Kerstin Lindblad-Toh
- 1630. Bernt Eric Uhlin
- 1631. Sven Widmalm
- 1632. Lars Heikensten
- 1633. Gert Brodin
- 1634. Gunnar Malmberg
- 1635. Magnus Johannesson
- 1636. Bo Rothstein
- 1637. Kerstin Sahlin
- 1638. Andrew Ewing
- 1639. Susanne Lundin
- 1640. Hans Rosling
- 1641. Ari Laptev
- 1642. Carel Faber
- 1643. Per Strömberg
- 1644. Patrik Ernfors
- 1645. Camilla Sjögren
- 1646. Helene Andersson-Svahn
- 1647. Martin Jakobsson
- 1648. Barbara Wohlfarth
- 1239. Stanislav Smirnov
- 1240. Donald E. Canfield
- 1241. Ole Kiehn

2013
- 1649. Torsten Åkesson
- 1650. Per Molander
- 1651. Johan Rockström
- 1652. Kjell Jonsson
- 1653. Stefan Thor
- 1654. Peter Pagin
- 1655. Olof Ramström
- 1656. Mikael Akke
- 1657. Jan-Erik Wahlund
- 1658. Mats Carlsson
- 1659. Jeffrey Steif
- 1660. Iain Cameron
- 1661. Peter Juslin
- 1662. Tomas Sjöström
- 1663. Anders Karlhede
- 1664. Anders Irbäck
- 1242. Eric S. Lander
- 1243. Maria Strømme
- 1244. John Meurig Thomas
- 1245. Yoshinori Tokura

2014
- 1665. Stefan Jansson
- 1666. Christopher Juhlin
- 1667. Daniel Conley
- 1668. Astrid Söderbergh Widding
- 1669. Anders Hagfeldt
- 1670.  Örjan Gustafsson
- 1671. Heiner Linke
- 1672. Mohamed Bourennane
- 1246. Jan Nedergaard
- 1247. Jennifer Alice Clack
- 1248. Axel Brandenburg
- 1249. Jens Nielsen
- 1250. Peter Schurtenberger
- 1251. Terence Tao
- 1252. H. John B. Birks en:John Birks

2015
- 1673. Peter Fredriksson
- 1674. Peter Hedström
- 1675. Hans Ringström
- 1676. Maria Falkenberg
- 1677. Dan I. Andersson
- 1678. Gunnar C. Hansson
- 1679. Katarina Le Blanc
- 1680. Jan Nilsson
- 1681. Sofia Feltzing
- 1682. Marianne Gullberg
- 1683. Eva Lindroth
- 1684. Nikolai Piskunov
- 1685. Björgvin Hjörvarsson
- 1253. Michael J. Black
- 1254. Bradley F. Chmelka
- 1255. John Wettlaufer
- 1256. Emmanuelle Charpentier
- 1257. Abdel El Manira

2016
- 1686. Robert Berman
- 1687. Diana Karpman
- 1688. Anna Wedell
- 1689. Ariel Goobar
- 1690. Johan Elf
- 1691. Kálmán Szabó
- 1692. Pernilla Wittung-Stafshede
- 1693. Susanne Åkesson
- 1694. Christer Löfstedt
- 1695. Igor Abrikosov
- 1696. Per-Olof Wickman
- 1697. Christer Fuglesang
- 1698. Mats André
- 1699. Gesa Weyhenmeyer
- 1700. Anders Ynnerman
- 1258. Karl Anker Jørgensen
- 1259. Michael Tomasello
- 1260. Michael Puett
- 1261. Søren Brunak
- 1262. Tönu Pullerits
- 1263. Julius Rebek Jr

2017
- 1701. Ove Nilsson
- 1702. Jarone Pinhassi
- 1703. Rikard Holmdahl
- 1704. Ruth Palmer
- 1705. Per Salberger
- 1706. John Conway
- 1707. Garrelt Mellema
- 1708. Per Persson
- 1709. Ellen Moons
- 1710. Dirk Rudolph
- 1711. Anders Hedenström
- 1712. Christos Samakovlis
- 1713. Neus Visa
- 1714. Fredrik Bäckhed
- 1264. May-Britt Moser
- 1265. Edvard Moser
- 1266. Frank Wilczek
- 1267. Roger Butlin
- 1268. Claudia Köhler

2018
- 1715. Åsa Wikforss
- 1716. Ulf Ellervik
- 1717. Birgitta Henriques Normark
- 1718. Emily Holmes
- 1719. Ulf Söderlund
- 1720. Vivi Vajda
- 1721. Christer Nordlund
- 1269. Christoph Quitmann
- 1270. Larry Mayer

2019
- 1722. Tünde Fülöp
- 1723. Stefan Kröll
- 1724. Susanne Aalto
- 1725. Xiaodong Zou
- 1726. Bo Albinsson
- 1273. Marc Fontecave
- 1274. Gerald Joyce
- 1727. William Agace
- 1728. Marie Cronqvist
- 1729. Folke Tersman
- 1730. Sten Eirik Waelgaard Jacobsen
- 1271. Klaus Blaum
- 1272. Richard Brenner

### 2020–
2020
- 1731. Andreas Strömbergsson
- 1732. Mark Pearce
- 1733. Markus Heilig
- 1734. Gunilla Karlsson Hedestam
- 1275. Ilona Riipinen
- 1735. Eva Mörk
- 1736. John Hassler
- 1737. Carina Mood
- 1276. Sun-Yung Alice Chang
- 1277. Andrei Okounkov
- 1738. Taija Mäkinen
- 1739. Staffan Svärd
- 1740. Martin Högbom
- 1741. Martin Malmsten
- 1742. Fredrik Höök
- 1278. Barbara Canlon
- 1743. Ericka Johnson
- 1279. Linda Tacconi
- 1280. Takehiko Kitamori

#### 2021
- 1744. Göran Johansson
- 1745. Christofer Edling
- 1746. Anna Dreber Almenberg
- 1747. Sten Linnarsson
- 1748. Kristina Edström
- 1749. Erik G. Larsson
- 1281. Anna Blom
- 1750. Susanne Höfner
- 1282. Anders Johansen
- 1751. Anna Sjöström Douagi
- 1752. Sven Stafström
- 1283. Jihong Yu
- 1284. Trygve Helgaker
- 1285. Antje Boetius
- 1286. Charles Boone
- 1287. Ruth Lehmann
- 1288. Iain Mattaj
- 1289. Ari Helenius
- 1290. Mart Saarma
- 1753. David Rydh

#### 2022
- 1754. Raimund Albert Muscheler
- 1755. Anna Rutgersson
- 1756. Christian Broberger
- 1757. Andrei Chabes
- 1758. Marie Dacke
- 1759. Sören Nylin
- 1760. Mia Phillipson
- 1761. Kathrin Glüer-Pagin
- 1762. Max Liljefors
- 1291. Maureen Raymo
- 1292. Matthew Collins
- 1293. Ingrid Werner
- 1763. Stephanie Reimann
- 1294. Hiranya Peiris
- 1295. Olli Kallioniemi
- 1296. Elizabeth Blackburn
- 1764. Malin Parmar
- 1765. Per Svenningsson

#### 2023
- 1766. Axel Englund
- 1297. Ulman Lindenberger
- 1298. Yves Zenou
- 1767. Belén Martín-Matute
- 1768. Dieter Müller
- 1769. Pär Kurlberg
- 1770. Johan Nilsson
- 1771. Thoas Fioretos
- 1772. Qiang Pan Hammarström
- 1773. Gunnar Andersson
- 1299. Alexandre Antonelli

#### 2024
- 1774. Thomas Nilsson
- 1775. Marie Carlén
- 1776. Love Dalén
- 1777. Hanna Johannesson
- 1778. Eva Malmström Jonsson
- 1779. Josefin Larsson
- 1301. Kristin Persson
- 1300. David Drew
- 1780. Beatrice Melin
- 1781. Rickard Sandberg